# Петро III
Петро́ III Гольштейн-Готторп (рос. Пётр III Гольштейн-Готторп, рос. Пётр III Фёдорович; при народженні Карл Петер Ульріх, нім. Karl Peter Ulrich, повністю нім. Karl Peter Ulrich von Schleswig-Holstein-Gottorf ; 10 (21) лютого 1728 року, Кіль — 6 (17) липня 1762 року, Ропша) — імператор всеросійський в 1762, перший представник династії Гольштейн-Готторп-Романових на російському престолі. З 1739 — герцог Гольштейн-Готторпський. Онук Петра I — син його доньки Анни та Карла Фрідріха Гольштейн-Готторпського. Внучатий племінник Карла XII — онук його сестри Гедвіги-Софії. Батько російського імператора Павла I.
Після піврічного царювання повалено внаслідок палацового перевороту, що поставив на престол його дружину Катерину II. Убитий заколотниками з відома своєї дружини. Особистість і діяльність Петра III довгий час розцінювалися істориками одностайно негативно, проте потім з'явився і більш виважений підхід, який відзначає низку державних заслуг імператора, який продовжував внутрішню політику Петра I. За правління Катерини за Петра ІІІ видавали себе багато самозванців (зафіксовано близько сорока випадків), найвідомішими з яких були Омелян Пугачов та чорногорський цар Петро III (Степан Малий) у Чорногорії.

## Імена
- Петро́ III, або Пьотр ІІІ (рос. Пётр III) — російське тронне ім'я із порядковим номером правителя.
- Петро́ Фе́дорович (рос. Пётр Фёдорович) — за московською традицією.
- Карл-Петер-Ульріх Гольштайн-Готторпський (нім. Karl Peter Ulrich von Holstein-Gottorp) — справжнє німецьке ім'я.
- Карл-Петер-Ульріх Шлезвіг-Гольштайн-Готторпський (нім. Karl Peter Ulrich von Schleswig-Holstein-Gottorf)

## Життєпис

### Дитинство, освіта та виховання у Голштинському герцогстві
Майбутній імператор Петро III народився в північнонімецькому портовому місті Кілі, в Голштинії (Німеччина), в сім'ї герцога Карла Фрідріха Гольштейн-Готторпського та його дружини Анни Петрівни, дочки Петра I. «Він народився між 12 та 10 год. 10 (21) лютого 1728 року здоровим та міцним. Його було вирішено назвати Карлом Петером», — писав гольштейн-готторпський міністр Г. Ф. Бассевич. Доля новонародженого була зумовлена за кілька років до його появи на світ: у шлюбному договорі, укладеному ще за Петра I 1724 року, подружжя (Карл Фрідріх Гольштейн-Готторпський і Анна Петрівна Романова) відмовлялися від будь-яких домагань на російський престол, але цар залишав за собою право призначити своїм наступником «одного з уроджених Божим благословенням із цього подружжя принців». Крім того, Карл Фрідріх, будучи племінником шведського короля Карла XII, мав права і на престол Швеції. Саме життя майбутнього Петра III ділиться на два періоди: кільський (1728—1741) та петербурзький (1742—1762). Останній, у свою чергу, на два ще більш нерівні відрізки: великокнязівський та імператорський.
Вже у кільський період доля не балувала маленького герцога. Незабаром після його народження померла мати, застудившись під час феєрверку на честь народження сина. Німецький історик Олена Пальмер переконливо доводить, що Готторпське герцогство та його столиця місто Кіль зі своїм найстарішим університетом, заснованим прадідом Петра ІІІ герцогом Крістіаном Альбрехтом, було одним із найважливіших центрів європейської науки та культури у XVII—XVIII століттях. У Кільському університеті, зокрема, працював Адам Олеаріус (1599—1671) — знаменитий вчений та конструктор Готторпського глобуса. Гувернером і вчителем юного герцога Карла Петера Ульріха з 2-річного віку і до його від'їзду до Росії був професор даного університету і найбільший учений Сигізмунд Госманн.
Батько по-своєму любив сина, але всі його думки були спрямовані на повернення володінь у Шлезвізі, які були окуповані Данією під час Північної війни, і за Фредеріксборгським договором 1720 (Карл Фрідріх не був стороною договору) Швеція гарантувала їх перехід до Данії. Не маючи ні військової сили, ні фінансових можливостей, Карл Фрідріх покладав надії на Швецію чи Росію. Шлюб із Анною Петрівною був юридичним закріпленням російської орієнтації Карла Фрідріха. Але після вступу на престол Російської імперії (1730) Анни I Іванівни цей курс унеможливився. Нова імператриця прагнула позбавити прав на престол свою двоюрідну сестру Єлизавету Петрівну та закріпити його за лінією нащадків царя Івана V. Онук Петра I, який зростав у Кілі, був постійною загрозою для династичних планів бездітної імператриці Анни I, яка з ненавистю повторювала: «Чортушка ще живий».
1732 року демаршем російського та австрійського урядів за згодою Данії герцогу Карлу Фрідріху було запропоновано відмовитися від прав на володіння у Шлезвізі за величезний викуп. Карл Фрідріх категорично відкинув цю пропозицію. Усі сподівання відновлення територіальну цілісність свого герцогства батько поклав на сина. Вселяючи йому ідею реваншу, Карл Фрідріх змалку став виховувати сина по-військовому, на прусський лад. Коли Карлу Петеру виповнилося 10 років, йому було надано звання секунд-лейтенанта, що справило на хлопчика величезне враження, він любив військові паради.

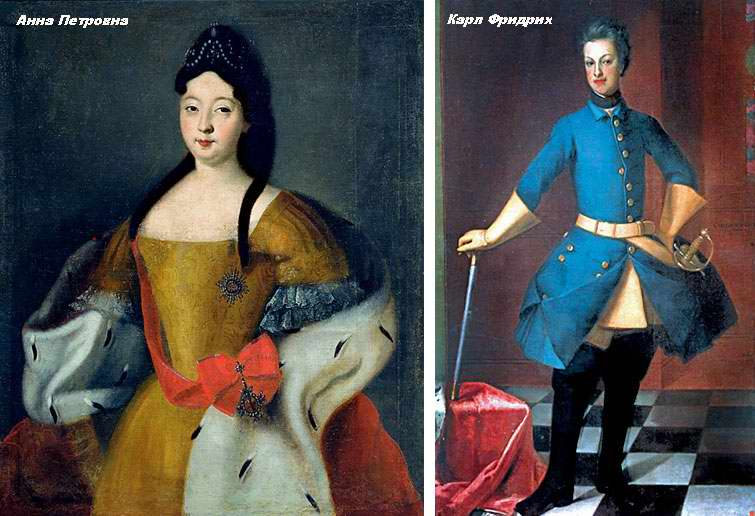
Батьки Петра III: Анна Петрівна і герцог Карл Фрідріх Голштинські

«Коли принц на сьомому році вийшов з рук жінок, до нього приставляються були гофмейстер поперемінно деякі камер-юнкери і камергер: Густав Адлерфельд (видав історію Карла XII), Вольф, Бремзен та ін. Всі ці придворні кавалери герцога займали офіцерські місця в герцогській гвардії. В інших же маленьких корпусах було кілька офіцерів, які служили колись в прусській армії. Тому при дворі тільки й говорили, що про службу. Сам наслідний принц був названий унтерофіцером, вивчав рушницю і марширування, ходив на чергування з іншими придворними дітьми і говорив з ними тільки про зовнішні форми цієї вояччини. Від цього він змалку так до цього пристрастився, що ні про що інше не хотів і чути. Коли проводився маленький парад перед вікнами його кімнати, тоді він залишав книги і пера і кидався до вікна, від якого не можна було його відірвати, поки тривав парад. І тому іноді, в покарання за його погану поведінку, закривали нижню половину його вікон, залишаючи світло тільки зверху, щоб Його Королівська Високість не мав задоволення дивитися на жменю голштинских солдатів. Про це часто розповідав мені принц, як про жорстоке поводження з ним його начальників, так само і про те, що він часто по півгодини стояв на колінах на горосі, від чого коліна червоніли і розпухали», — писав Якоб Штелін. «Це траплялося здебільшого під час опіки, після смерті батька його, під наглядом обер-гофмейстера або обер-гофмаршала Брюммера і обер-камергера Берхгольца, яким доручено було виховання принца». «Він був у захваті, коли розповідав про свою службу і хвалився її суворістю. Найчудовіший день у його житті був для нього той, 1738 р., у який на 9-му році свого віку його перевели з унтер-офіцерів у секунд-лейтенанти. Тоді при дворі з можливою пишністю святкували день народження герцога і був великий обід. Маленький принц у званні сержанта стояв на варті разом з іншим дорослим сержантом біля дверей до їдальні залу. Оскільки він цього разу мав дивитися на обід, у якому зазвичай брав участь, то в нього часто текла слинка. Герцог дивився на нього, сміючись, і вказував на нього деяким із тих, хто сидів із ним разом. Коли подали другу страву, він велів змінити маленького унтер-офіцера, привітав його лейтенантом і дозволив йому зайняти місце біля столу, за його новим чином. У радості від такого несподіваного підвищення він майже нічого не міг їсти. Відтоді всі думки його були зайняті тільки військовою службою, і його поводження з пустоголовими його товаришами стало вільнішим. Він казав їм усім „ти“ і хотів, щоб і вони як його брати й товариші також казали йому „ти“. Але вони цього не робили, а називали його як свого наслідного принца, не інакше як „ваша королівська високість“». «Для навчання латинській мові, до якого принц мав мало полювання, був приставлений високий, довгий, худий педант г. Юль, ректор Кільської латинської школи, якого зовнішність і прийоми змусили принца абсолютно зненавидіти Латинь», — писав Штелін.

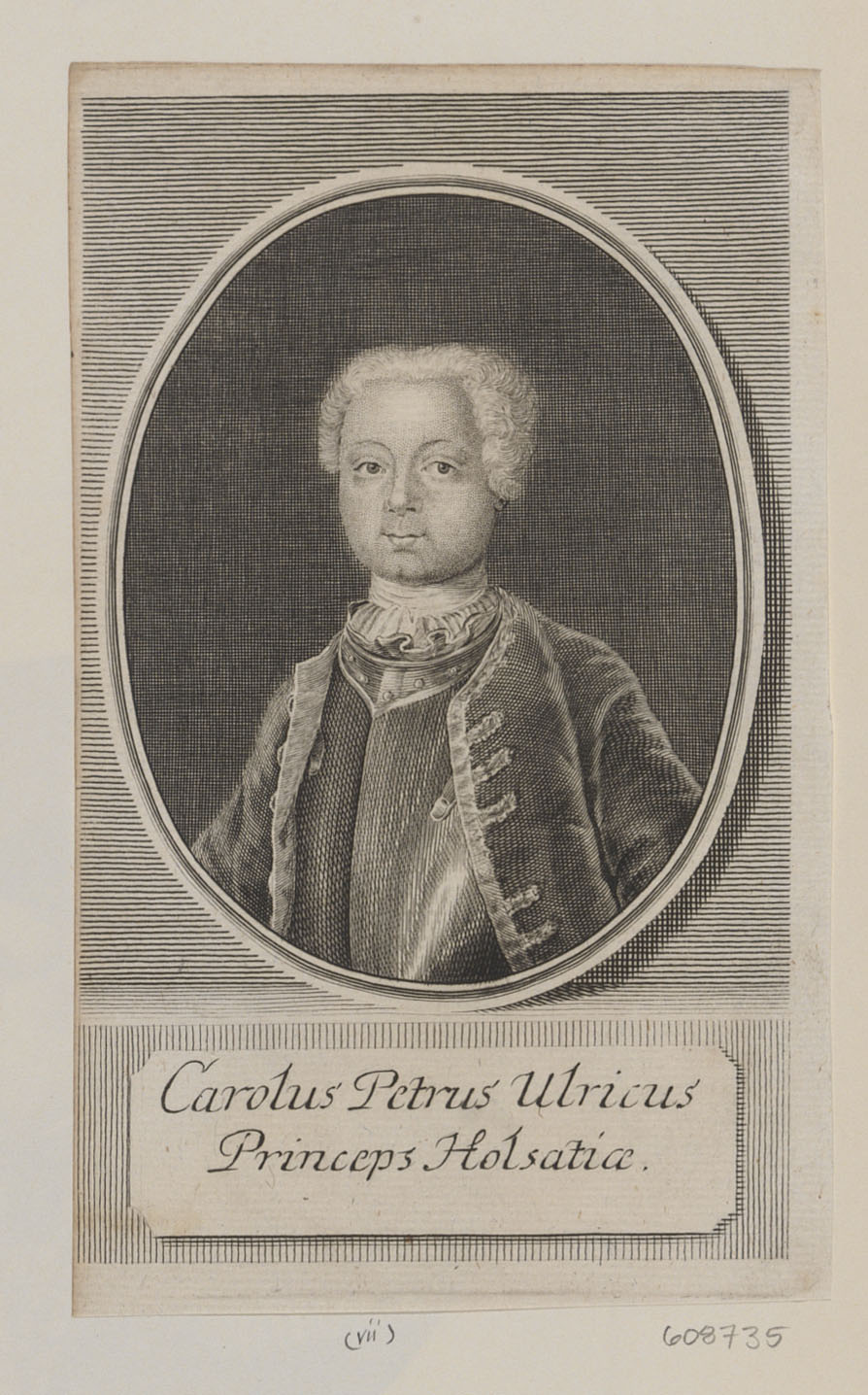
Маленький герцог Карл Петер Ульріх (майбутній Петро ІІІ). Гравюра

В одинадцять років він втратив батька. Після його смерті виховувався в будинку свого двоюрідного дядька по батьківській лінії, єпископа Адольфа Ейтінського (згодом — короля Швеції Адольфа Фредріка). Його вихователі О. Ф. Брюммер та Ф. В. Берхгольц не відрізнялися високими моральними якостями і не раз жорстоко карали дитину. Наслідного принца шведської корони неодноразово шмагали; піддавали іншим витонченим і принизливим покаранням. Вихователі мало дбали про його освіту: до тринадцяти років він лише трохи володів французькою мовою.
Штелін писав: «Обер-егермейстер фон Бредаль посланий у Петербург до двору імператриці Анни з оголошенням про кончину герцога. Він був там погано прийнятий, але краще у великої княгині Єлисавети Петрівни, якій він привіз портрет її племінника, молодого герцога, написаний Деннером у Гамбурзі олійними фарбами і Трунихом у Кілі в мініатюрі».
Петро ріс боязким, нервовим, вразливим, любив музику і живопис і водночас любив все військове (проте боявся гарматної пальби; ця боязнь збереглася в нього протягом усього життя). Саме з військовими втіхами були пов'язані всі його честолюбні мрії. Міцним здоров'ям не відрізнявся, скоріше навпаки: був болючим і кволим. За характером Петро не був злим, часто поводився простодушно. Ключевський поширював думки про схильність Петра до брехні та безглуздих фантазій. За деякими відомостями, вже в дитинстві він пристрастився до вина.
У липні 1741 року Швеція розпочала війну проти Росії, зокрема, під приводом захисту прав на престол Єлизавети Петрівни та її племінника. Шведи навіть хотіли взяти Карла Петра Ульріха до своєї армії, розраховуючи, що участь у ній онука Петра I деморалізує російські війська і допоможе повалити уряд Анни Леопольдівни. Дядько юного принца не дав згоди на його участь в цій авантюрі. Єлизавета Петрівна зуміла захопити престол без допомоги шведської зброї.
Імператрицею Єлизавета Петрівна стала 1741 року. Вона хотіла закріпити трон по лінії свого батька і розпорядилася привезти племінника в Росію.
«1741 р. У грудні, незабаром після сходження на престол імператриці Єлисавети, був надісланий нею в Кіль імперсько-російський майор фон Корф (чоловік графині Марії Карлівни Скавронської, двоюрідної сестри імператриці) і з ним Г. фон Корф, імперсько-російський посланник при датському дворі, щоб узяти молодого герцога в Росію», — писав Якоб Штелін.

### Переїзд до Росії
Через три дні після від'їзду герцога про це дізналися в Кілі. Він мандрував інкогніто, під іменем молодого графа Дюкера. При ньому були вищезгаданий майор, Йоганн Альбрехт фон Корф, голштинський обер-гофмаршал фон Брюммер, обер-камергер Фрідріх Вільгельм Берхгольц та камер-інтендант Густав Крамер, лакей Румберг, єгер Бастіан.
На останній станції перед Берліном вони зупинилися і послали камер-інтенданта до тамтешнього російського посланця (міністра) фон Бракеля, і стали чекати на поштову станцію.
Але Бракель помер у Берліні в попередню ніч. Це прискорило їхню подальшу подорож до Санкт-Петербурга.
У Кесліні, в Померані, поштмейстер впізнав молодого герцога. Тому вони їхали всю ніч, щоб скоріше виїхати з прусських кордонів.

### Прибуття до Петербурга

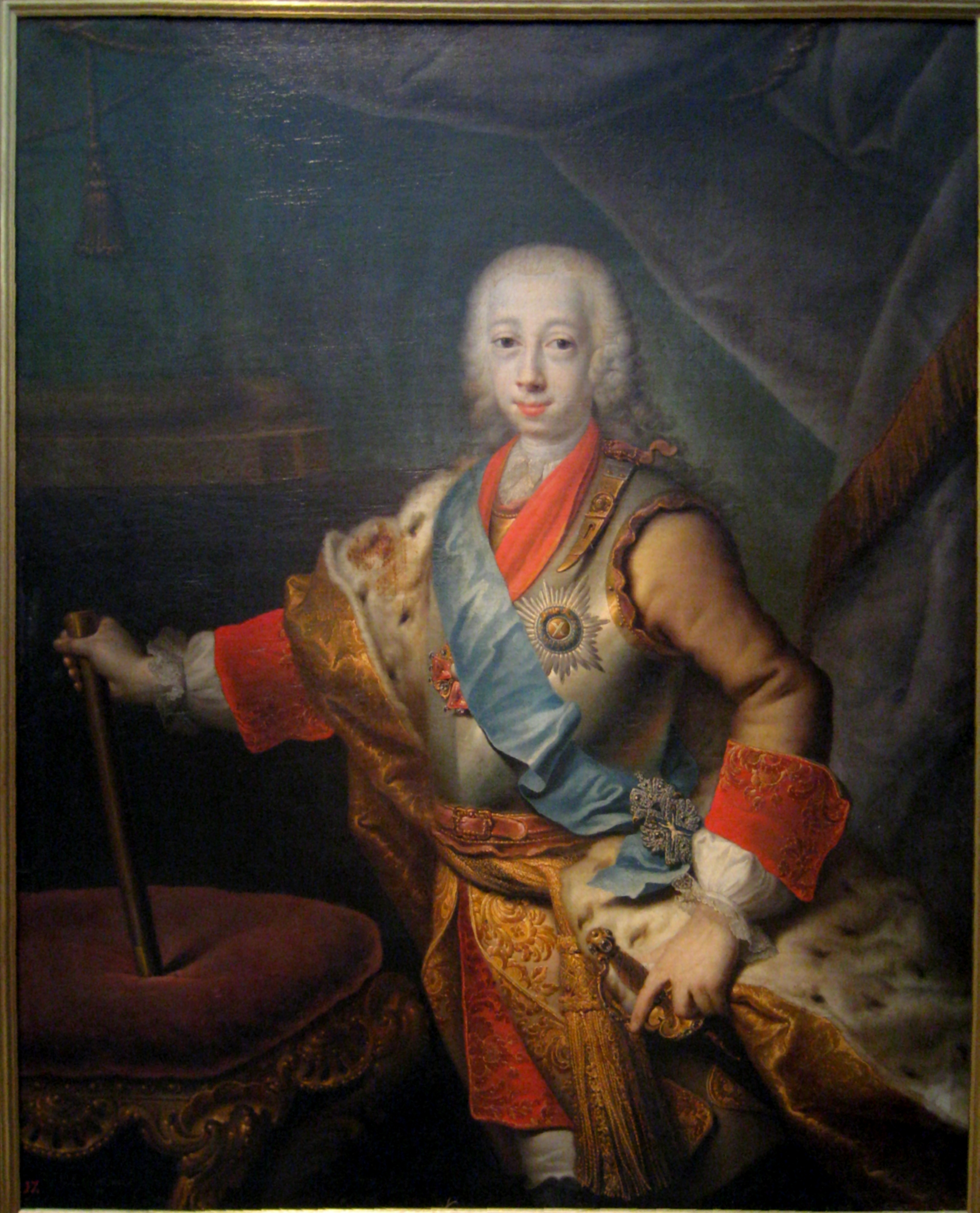
Петро Федорович під час перебування Великим князем. Портрет роботи Г. Х. Гроота

5 (16) лютого 1742 року Карл Петер Ульріх благополучно прибув до столиці, до Зимового палацу, як писав Якоб Штелін — до невимовної радості імператриці Єлизавети. Було велике скупчення народу, цікавого бачити онука Петра І. Штелін зазначав, що принц прибув у Петербург до двору дуже блідий, слабкий і ніжної статури. Його біляве волосся було причесане на італійський манер. Імператриця в придворній церкві відслужила подячний молебень з нагоди його благополучного прибуття.
Через кілька днів при дворі були великий прийом і привітання.
10 (21) лютого святкували 14-й рік його народження, причому був чудовий феєрверк та ілюмінація з алегоричним натяком на число двічі сім.

### Життя у Москві

#### Коронація Єлизавети Петрівни
Наприкінці лютого 1742 року Єлизавета Петрівна вирушила з племінником до Москви для своєї коронації.
Карл Петер Ульріх був присутній під час коронації в Успенському соборі 25 квітня (6 травня) 1742 року на особливо влаштованому місці, біля її величності.
Після коронації він отримав звання підполковника Преображенської гвардії (і щодня ходив у мундирі цього полку), також у полковники Першого лейб-кірасирського полку; і фельдмаршал Лассі, як підполковник того ж полку, подавав йому щомісячні рапорти.

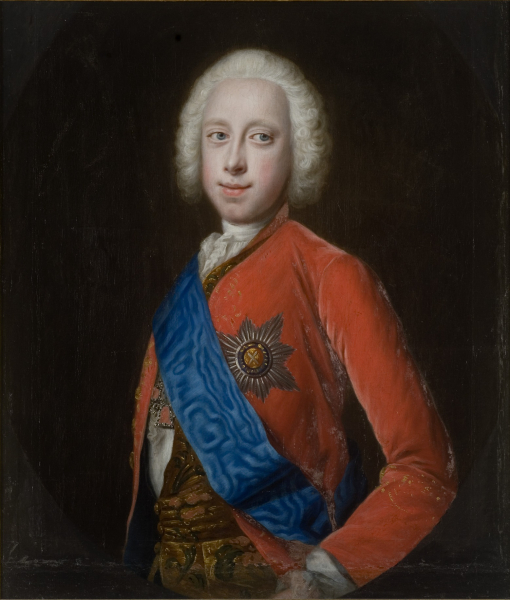
Портрет великого князя Петра, 1745, Ойтінський замок, Шлезвіг-Гольштейн

#### Навчання у Москві
При першій зустрічі Єлизавета була вражена невіглаством свого племінника і засмучена зовнішнім виглядом: худий, болісний, з нездоровим кольором обличчя. Його вихователем і вчителем став академік Якоб Штелін, який вважав свого учня досить здібним, але лінивим.
Штелін писав: «Імператриця, дбаючи про його виховання, доручила своїм посланцям при іноземних дворах надіслати їй різні плани виховання і скласти кілька подібних тут, один із них був складений статським радником фон Гольдбахом, колишнім наставником Петра II, інший — професором Штеліним; останній їй особливо сподобався».
1 червня професор був представлений молодому герцогу як його наставник, причому імператриця висловилася: «Я бачу, що його високість часто нудьгує і повинен ще навчитися багато хорошого, і тому приставляю до нього людину, яка займе його корисно і приємно».
Заняття його високості з професором, який мав бути при ньому весь час, до і після обіду, йшли спочатку з бажанням та успіхом. Молодий герцог, крім французької, не вчив нічого; він почав у Кілі вчитися по-французьки у старшого вчителя, але, маючи мало занять, ніколи добре не говорив цією мовою і складав свої слова. Сама імператриця дивувалася, що в Голштинії його нічого не вчили.
Професор помітив його схильності та смаки і по них влаштував свої перші заняття. Він прочитував з ним книги з картинками, особливо із зображенням фортець, облогових та інженерних знарядь; робив різні математичні моделі в малому вигляді і на великому столі влаштовував їх повні досліди. Приносив часом старовинні російські монети і розповідав при їх поясненні стародавню російську історію, а за медалями Петра I — нову історію держави.
Двічі на тиждень читав йому газети і непомітно пояснював йому заснування історії європейських держав, при цьому займав його ландкартами цих держав і показував їхнє становище на глобусі; знайомив його з планами, кресленнями та ін. , Розглядав план кімнат герцога і всього палацу з іншими будівлями, далі — план Москви взагалі і Кремля — особливо.
Коли принц не мав бажання сидіти, він ходив з ним по кімнаті туди-сюди і займав його корисною розмовою. Через це він набув любові і довіреності принца, який охочіше вислуховував від нього моральні настанови, ніж від обер-гофмаршала Брюммера та обер-камергера Берхгольца.
І так перші півроку цих занять, під час перебування в Москві, пройшли більше у приготуванні до вчення, ніж у справжньому вченні. При тому ж, за різних розсіяних і майже щоденних перешкод, не можна було призначити постійного заняття та суворого розподілу навчального часу. Не минало тижня без однієї чи кількох розваг, у яких принц мав неодмінно брати участь. Якщо була хороша погода, то вирушали гуляти за місто або тільки покататися великою Москвою. Це траплялося, коли завгодно обер-гофмаршалу Брюммеру, який любив показувати себе публічно в параді. «Граф Брюммер їздив з великим князем містом більше для того, щоб показати себе, ніж показати щось корисне молодому принцу. Він дарував усіх фрейлін із скарбниці великого князя», — пояснював Штелін. Штелін писав: «Я сказав йому якось, вирушаючи з ним разом, чи показати принцу якусь фабрику і чи скласти план цих прогулянок, щоб вони приносили йому користь? Моя пропозиція похвалили, але не думали ніколи виконувати її. Принца возили всім містом, не виходячи ніде з екіпажу, і поверталися до палацу.
Якщо Брюммер був зайнятий своєю шведською кореспонденцією, то не можна було й думати про прогулянку, якою б гарною не була погода. Від цього походили іноді, а згодом ще частіше, сильні сутички між принцом та деспотичним обер-гофмаршалом.
До різних відволікань в уроках молодого герцога, з настанням осені, приєдналися уроки танців французького танцмейстера Лоде (Laude). Сама імператриця була чудова і найпрекрасніша танцівниця з усього двору. Усі намагалися добре танцювати, тому й принц мав виправляти свої ноги, хоч він і не мав на те бажання. Чотири рази на тиждень мучив його цей Лоде, і якщо він по обіді з'являвся зі своїм скрипалем Гайя, то його високість мав кинути все і йти танцювати. Це сягало балетів. Принц мав з фрейлінами танцювати на придворних маскарадах, хоча він до цього не мав жодної схильності.
Бачити розлучення солдатів під час параду приносило йому набагато більше задоволення, ніж усі балети, як сам він казав мені це за такої нагоди».
У цей же час приставили до його високості духовного наставника, ієромонаха Тодорського, який вивчав з ним щотижня 4 рази вранці російську мову та Законом Божим. Коли молодий герцог вже вивчив катехизис, і надійшла звістка про смерть шведського короля, тоді почали поспішати приготуванням до долучення герцога до православної церкви", — писав Штелін.
Симон Тодорський згодом став законоучителем і для Катерини. Російську мову великому князю викладав І. П. Веселовський, який за 20 років до цього навчав французької мови його матір.
Серед захоплень великого князя та спадкоємця престолу була і музика. Він досяг серйозних успіхів у грі на скрипці, нерідко влаштовував концерти, постійно солюючи в придворному оркестрі. Відомо, що в його колекції були скрипки таких відомих майстрів, як Страдіварі, Рудж'єрі, Аматі, а в Оранієнбаумі стараннями Петра Федоровича була заведена музична школа для дітей придворних служителів.

#### Перехід із лютеранства до православ'я
У листопаді 1742 року Карл Петер Ульріх перейшов у православ'я під ім'ям Петра Федоровича. «Це відбулося з великою урочистістю 17 листопада, у придворній церкві Літнього палацу; у своїй назвали його великим князем і спадкоємцем престолу її імператорського величності. Герцог тримався при цьому досить добре. Імператриця була дуже стурбована, показувала принцу, як і коли має хреститися, і керувала всім торжеством з найбільшою побожністю. Вона кілька разів цілувала принца, проливала сльози, і з нею разом усі придворні кавалери та пані, що були присутні під час урочистостей. Перед кінцем, коли співали заключні молитви та концерт, вона вирушила до кімнат герцога, або нового великого князя: велено винести з них все, що там було, і прикрасити новими меблями та чудовим туалетом, на якому, між іншими речами, стояв золотий келих, і в ньому лежала власноручна записка (assignation) її величності до президента падаючих фондів таємному раднику Волкову про видачу великому князеві суми 300 тис. руб. готівкою. Звідти ця ніжна мати повернулася знову до церкви, повела великого князя, у супроводі всього двору, у його нове прикрашене житло, а потім до своїх кімнат, де він обідав з її величністю за великим столом», — писав Якоб Штелін.
Штелін писав: «Брюммер отримав у своїй титул графа Римської імперії, і навіть граф Олексій Григорович Розумовський і Лесток. Брюммер розпоряджався сумою, подарованої великому князю, і її стало на 2 роки, хоча весь зміст двору великого князя вироблялося рахунок імператриці».
«Про цей урочистий обряд, зробленим онуком Петра Великого, було видано друкований Маніфест її величності і оприлюднено у всій державі. Протягом восьми днів при дворі були великі свята», — писав Штелін.
До його офіційного титулу були включені слова «Онук Петра Великого»; коли в академічному календарі ці слова були пропущені, генерал-прокурор Микита Юрійович Трубецькой вважав це «важливим недоглядом, за яке могла академія підлягати великій відповідальності».

#### Прибуття шведської делегації
Усього через місяць після прийняття Петром православ'я до Росії прибула шведська делегація. Штелін писав: «У половині грудня прибули зі Швеції до Москви три депутати від тамтешніх державних чинів і привезли великому князю, як спадкоємцю шведського престолу, пропозицію прийняти в майбутньому корону Швеції після бездітного короля Фредеріка I. Раніше у Фінляндії хотіли, щоб у майбутньому корона Швеції чи Фінляндії дісталася Петру, і можна було закінчити російсько-шведську війну. Але прийняти майбутню шведську корону було пізно після того, як великий князь змінив віру. І тому замість нього стати спадкоємцем корони Швеції запропонували його дядькові, єпископу Ейтінському, адміністратору Голштинії».

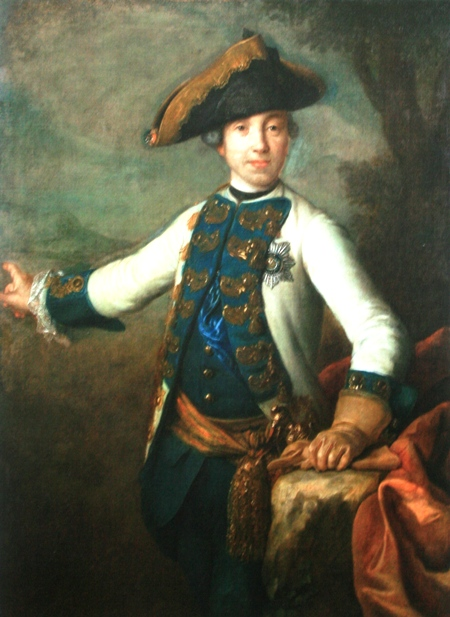
Петро III у голштинському мундирі. Портрет ймовірного авторства Ротарі.

Коли майже десятиліття 1751 року великий князь дізнався, що його дядько став нарешті шведським королем, він обмовився:
|  | Затягли мене в цю прокляту Росію, де я маю вважати себе державним арештантом, тоді як якби лишили мене на волі, то тепер я сидів би на престолі цивілізованого народу. |

### Навчання у Петербурзі
«1743. Наприкінці року двір вирушив до Петербурга. Там навчання великого князя пішло серйозніше. Проходили глобусом математичну географію, вчили прагматичну історію сусідніх держав; двічі на тиждень докладно пояснювалася хронологія і стан поточних державних справ, за вказівкою її величності (внаслідок приватних нарад наставника з канцлером, графом Бестужовим) вивчали улюблені предмети великого князя: фортифікацію та підстави артилерії, з оглядом на існуючі укріплення), і започатковано обіцяному наставником великому князю фортифікаційному кабінету, в якому, в 24 ящиках, знаходилися всі види і моделі укріплень, починаючи з давніх римських до сучасних, en basrelief, в дюйм, з підземними ходами, мінами та ін., частиною на всьому протязі, частиною в багатокутниках; все це було зроблено дуже гарно і за призначеним масштабом», — писав Штелін. Штелін додавав: «Цей кабінет, у двох скринях по 12 ящиків у кожному, було закінчено протягом 3 років. Його зробили, за вказівкою наставника, капітан Горінов та три столяри. На вигляд вони (скрині) були схожі на дві англійські комоди або бюро з червоного дерева з позолоченою оббивкою та дужками. Чи де можна було знайти подібний повний кабінет. Через кілька років він був відправлений до цейхгаузу в Оранієнбаум у досить зіпсованому вигляді, а куди він подівся, я не знаю».
Для пізнання укріплень Російської держави великий князь отримав від фельдцейхмейстера принца Гессен-Гомбурзького, з дозволу імператриці (яка раз назавжди наказала видавати великому князеві все, що буде потрібно для його вчення), велику таємну книгу (in imperial folio) під назвою «Сила Імперії», в якій були зображені всі укріплення, що належали Російській державі, від Риги до турецьких, перських та китайських кордонів, у плані та профілях, з позначенням їхнього становища та околиць. Цією книгою у час займався великий князь, з кімнати якого її брали понад півроку, і за кожному зміцненні показані були причини його заснування; при цьому випадку були спеціально пройдені історія і географія Росії.
Наприкінці року великий князь знав твердо основні підстави російської історії, міг перерахувати на пальцях всіх монархів офіційної історії від Рюрика до Петра I. Одного разу за столом він поправив помилку фельдмаршала Долгорукого та поліцеймейстера, графа Девієра, щодо давньої російської історії. При цьому імператриця заплакала від радості і другого дня веліла подякувати його наставнику, Штеліну.
«Вечорами, коли великий князь не був відкликаний до государині, або при дворі не було звичайного приїзду, наставник займав його великими творами з академічної бібліотеки, особливо такими, в яких були повчальні картини, як, наприклад, „Théatre de l'Europe, Galerie agréable du monde“ (у 24 фоліантах), також різними математичними та фізичними інструментами та моделями з академічної кунсткамери, природними предметами з трьох царств природи, з поясненням за допомогою розмови», — писав Штелін.
1745 року його одружили на троюрідній сестрі, принцесі Катерині Олексіївні (уродженій Софії Фредериці Августі, нім. Sophie Auguste Friederike von Anhalt-Zerbst-Dornburg) Ангальт (Анхальт)-Цербстській, майбутній імператриці Катерині II.

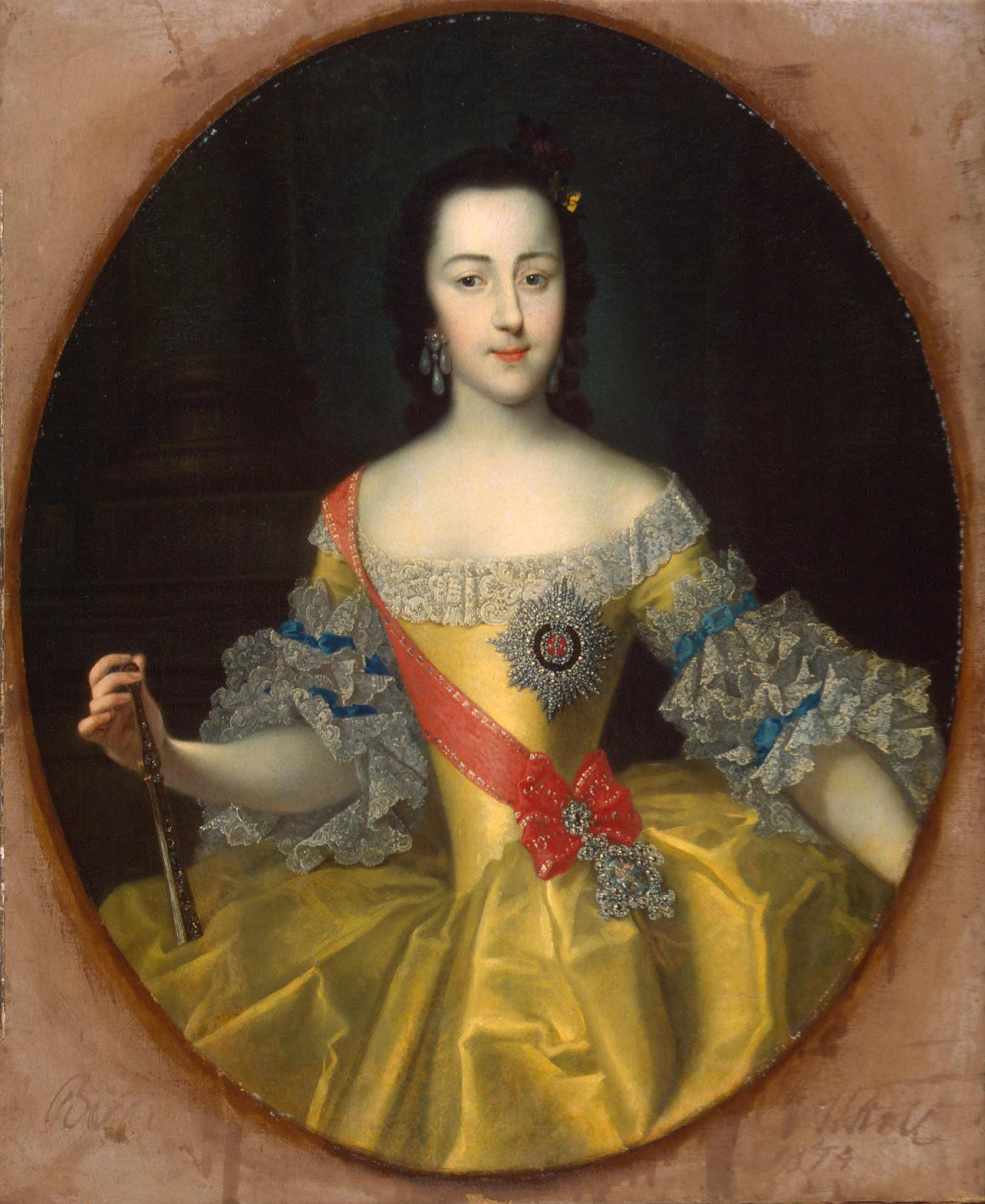
Портрет великої княгині Катерини Олексіївни (майбутньої Катерини II

Навчання спадкоємця в Росії тривало всього три роки — після весілля Петра та Катерини Штелін від своїх обов'язків був відставлений (проте назавжди зберіг прихильність та довіру Петра).
Весілля спадкоємця було зіграно з особливим розмахом — так, що перед десятиденними урочистістю «меркли всі казки Сходу». Петру та Катерині були надані у володіння палаци О. Меншикова — Оранієнбаум під Петербургом і Люберці під Москвою. Після віддалення від спадкоємця престолу голштинців Брюммера і Берхгольца його виховання було доручено бойовому генералу Василю Рєпніну, який дивився на свої обов'язки крізь пальці і не перешкоджав молодій людині посвячувати весь час грі в солдатики.

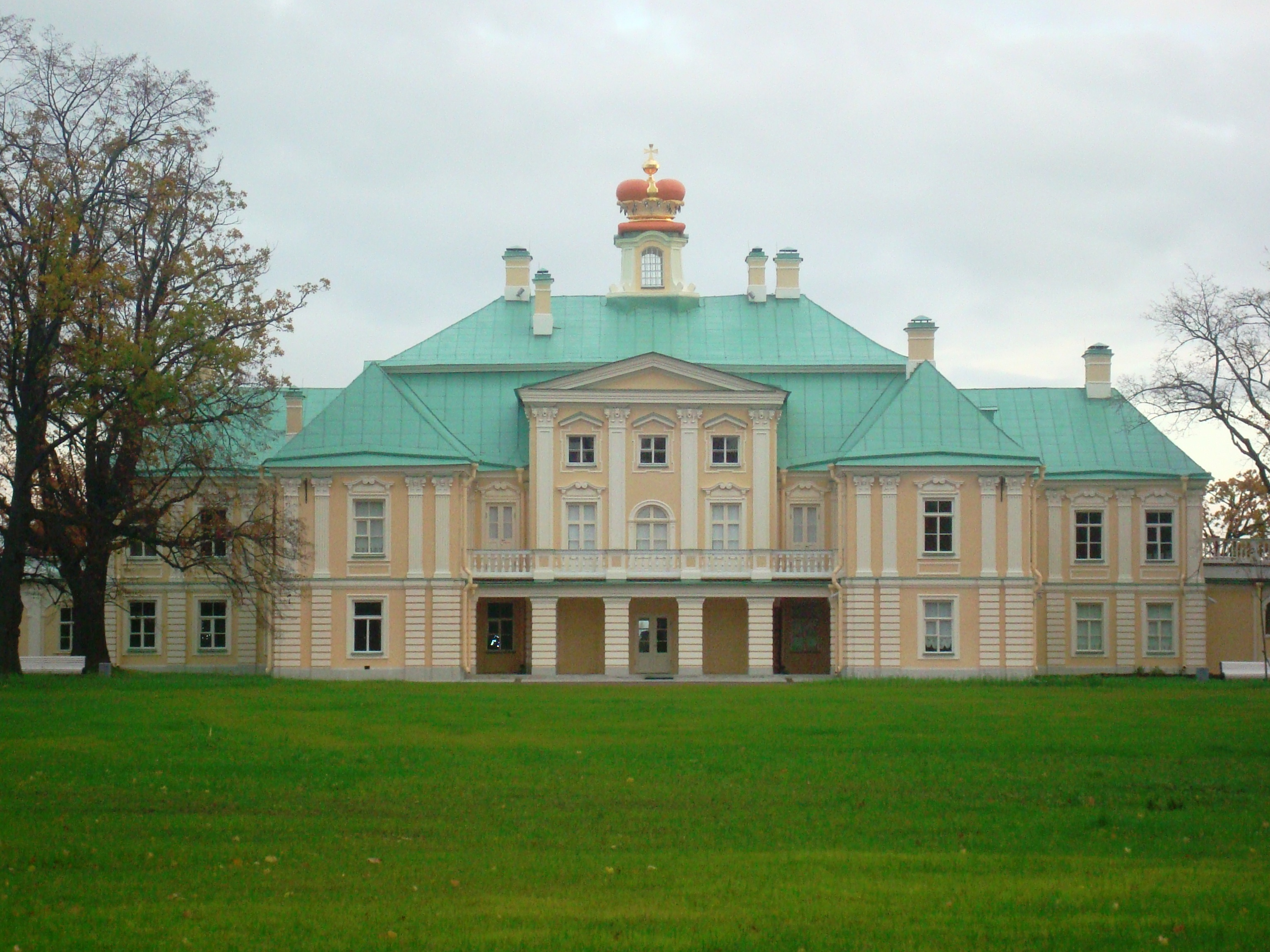
Великий палац в Оранієнбаумі — місцеперебування «малого двору»

Занурення великого князя у військові втіхи викликало наростаюче роздратування імператриці. У 1747 році вона замінила Рєпніна подружжям Чоглоковимм, Миколою і Марією, в яких бачила приклад подружньої пари, що щиро любить один одного. На виконання інструкції, складеної канцлером Бестужовим, Чоглоков намагався обмежити доступ свого підопічного до ігор і замінив при цьому його улюблених слуг.

Відносини Петра з дружиною від початку не склалися. Катерина у своїх мемуарах наголошувала, що чоловік «накупив собі німецьких книг, але яких книжок? Частина їх складалася з лютеранських молитовників, а інша — з історій та процесів якихось розбійників з великої дороги, яких вішали та колесували». Він знайшов спосіб обдурити пильність Чоглокових за сприяння камерфрау Крузе, яка, за словами Катерини,
|  | доставляла великому князю іграшки, ляльки та інші дитячі забави, які він любив до пристрасті: вдень їх ховали в моє ліжко і під нього. Великий князь лягав перший після вечері і, щойно ми були в ліжку, Крузе замикала двері на ключ, і тоді великий князь грався до першої-другої години ночі. |

Вважається, що до початку 1750-х років між чоловіком і дружиною взагалі не було подружніх відносин, але потім Петру було зроблено якусь операцію, імовірно — обрізання для усунення Фімозу (на що є натяк у мемуарах самої Катерини), після якої 1754 року Катерина народила йому сина Павла (майбутній імператор Павло I).
Про складнощі у взаєминах свідчить лист великого князя до дружини, датований груднем 1746 року:

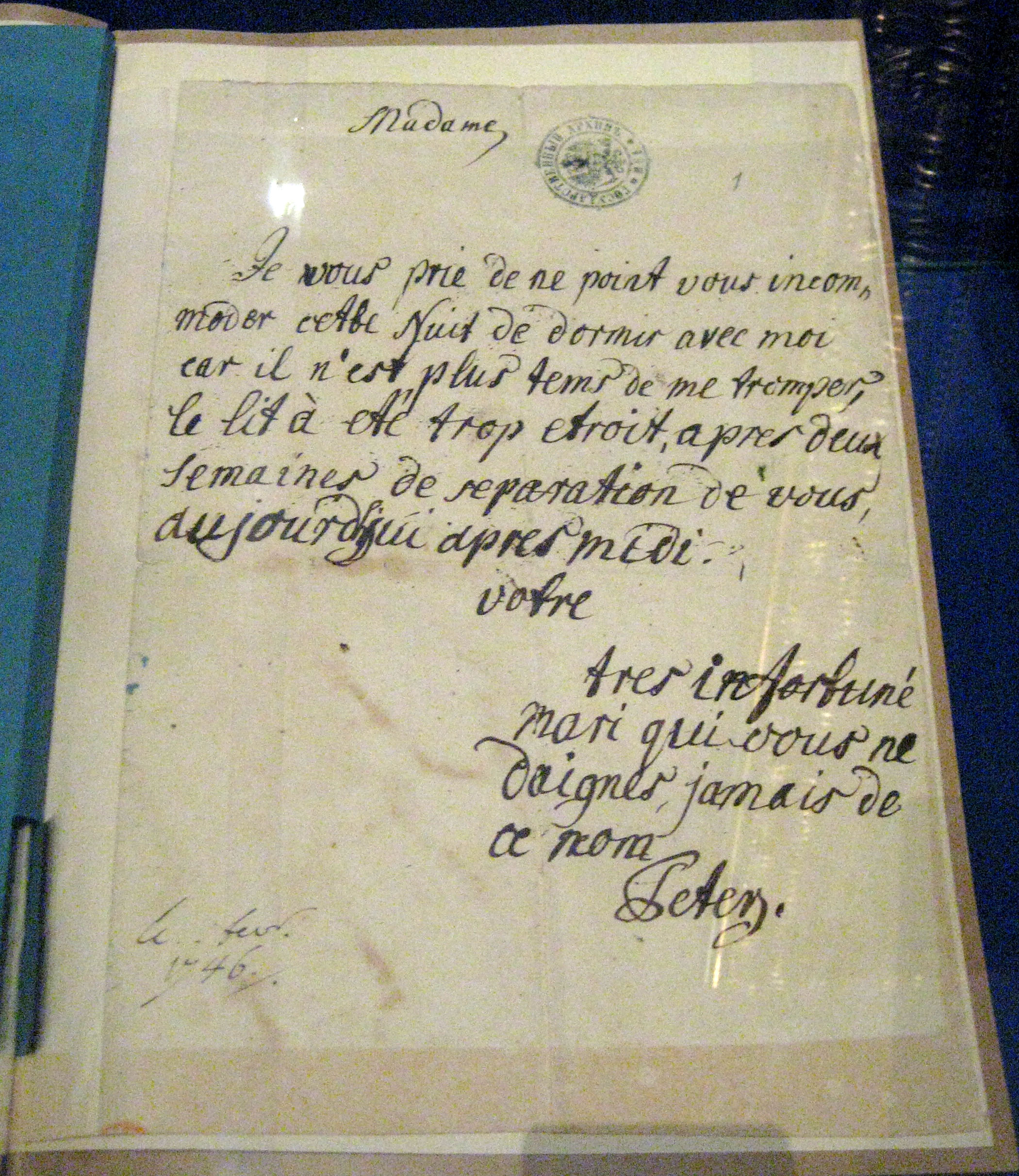
Французький оригінал листа 1746 року

|  | Мадам, Прошу вас цієї ночі аж ніяк не обтяжувати себе, щоб спати зі мною, оскільки пізно вже дурити мене, ліжко стало надто вузьким, після двотижневої розлуки з вами, цього дня опівдні ваш нещасний чоловік, якого ви так і не удостоїли цього імені Петро. |

Спадкоємець-немовля, майбутній російський імператор Павло I, був відразу ж після народження відібраний від батьків, його вихованням зайнялася сама імператриця Єлизавета Петрівна. Втім, Петро Федорович ніколи не цікавився сином і був цілком задоволений дозволом імператриці бачитися з Павлом раз на тиждень. Петро дедалі більше віддалявся від дружини; його фавориткою стала Єлизавета Воронцова (сестра Є. Р. Дашкової). Проте Катерина зазначала, що Великий князь чомусь завжди мав до неї мимовільну довіру, тим паче дивне, що вона не прагнула душевної близькості з чоловіком. У скрутних ситуаціях, фінансових чи господарських, він нерідко звертався за допомогою до дружини, називаючи її іронічно «Madame la Ressource» («Пані Ресурс / Підмога»).
Петро ніколи не приховував від дружини своїх захоплень іншими жінками; але Катерина аж ніяк не відчувала себе приниженою таким станом справ, маючи на той час величезну кількість коханців. Зокрема, 1756 року у неї був роман зі Станіславом Августом Понятовським, який був на той час особистим секретарем англійського посланця. Для Великого князя захоплення дружини теж не було таємницею. Є відомості, що Петро з Катериною одного разу влаштовували вечері разом із Понятовським та Єлизаветою Воронцовою; вони проходили у покоях Великої княгині. Потім, віддаляючись із фавориткою на свою половину, Петро жартував: «Ну, діти, тепер ми вам більше не потрібні». «Обидві пари між собою жили в добрих стосунках». У великокнязівської подружжя 1757 року народилася ще одна дитина — Анна (померла від віспи в 1759). Батьківство Петра історики ставлять під великий сумнів, називаючи найімовірнішим батьком С. А. Понятовського.13[джерело?] Однак Петро офіційно визнав дитину своєю.
Після смерті Чоглокова 1754 року розпорядником «малого двору» де-факто стає генерал Брокдорф, який прибув інкогніто з Голштинії, заохочував мілітаристські замашки спадкоємця та його спілкування з «солдатнею». На початку 1750-х років йому було дозволено виписати невеликий загін голштинських солдатів (до 1758 їх кількість — близько півтори тисячі). Весь вільний час Петро та Брокдорф проводили, займаючись з ними військовими вправами та маневрами. Ці голштинські солдати через деякий час (до 1759—1760 рр.) склали гарнізон потішної фортеці Петерштадт, побудованої в резиденції великого князя Оранієнбаумі. Іншим захопленням Петра була гра на скрипці.

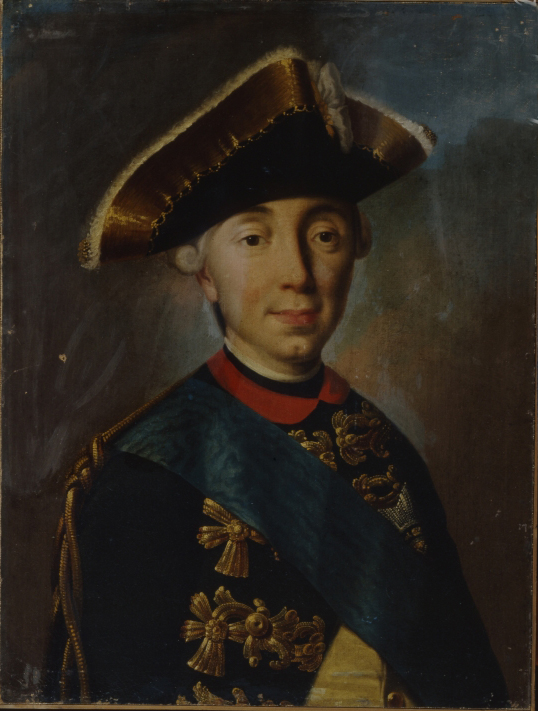
Портрет Петра ІІІ пензля невідомого з ГМЗ Гатчина.

Прихильники Катерини ІІ згодом моширювали чутки, що за роки, проведені в Росії, Петро ніколи не робив спроб краще пізнати країну, її народ та історію, він нехтував російськими звичаями, поводився неналежним чином під час церковної служби, не дотримувався постів та інших обрядів.
|  | Занадто пізно йому стали навіювати свідомість його великого призначення, щоб чекати від цього навіювання якнайшвидших плодів. Він навіть по-російськи так і не вивчився і розмовляв цією мовою рідко і вельми погано. |

Єлизавета Петрівна не допускала Петра до участі у вирішенні політичних питань, і єдина посада, на якій він хоч якось міг себе проявити, була посада директора Шляхетського корпусу. Тим часом Великий князь відкрито критикував діяльність уряду, а під час Семирічної війни публічно висловлював симпатії до прусського короля Фрідріха II.

Канцлер О. П. Бестужев-Рюмін пояснював захопленість спадкоємця престолу так:
|  | Великого князя переконали, що Фрідріх II його любить і відгукується з великою повагою; тому він думає, що що як тільки він зійде на престол, то прусський король буде шукати його дружби і буде в усьому допомагати йому. |

Про поведінку Петра Федоровича було добре відомо як при дворі, а й у ширших верствах російського суспільства, де Великий князь не користувався ні авторитетом, ні популярностью. Взагалі, осуд антипрусської та проавстрійської політики Петро поділяв з дружиною, але висловлював його набагато відкрито і зухваліше. Проте імператриця, незважаючи на все зростаючу ворожість до племінника, багато що йому прощала як синові рано померлої улюбленої сестри.

### Правління

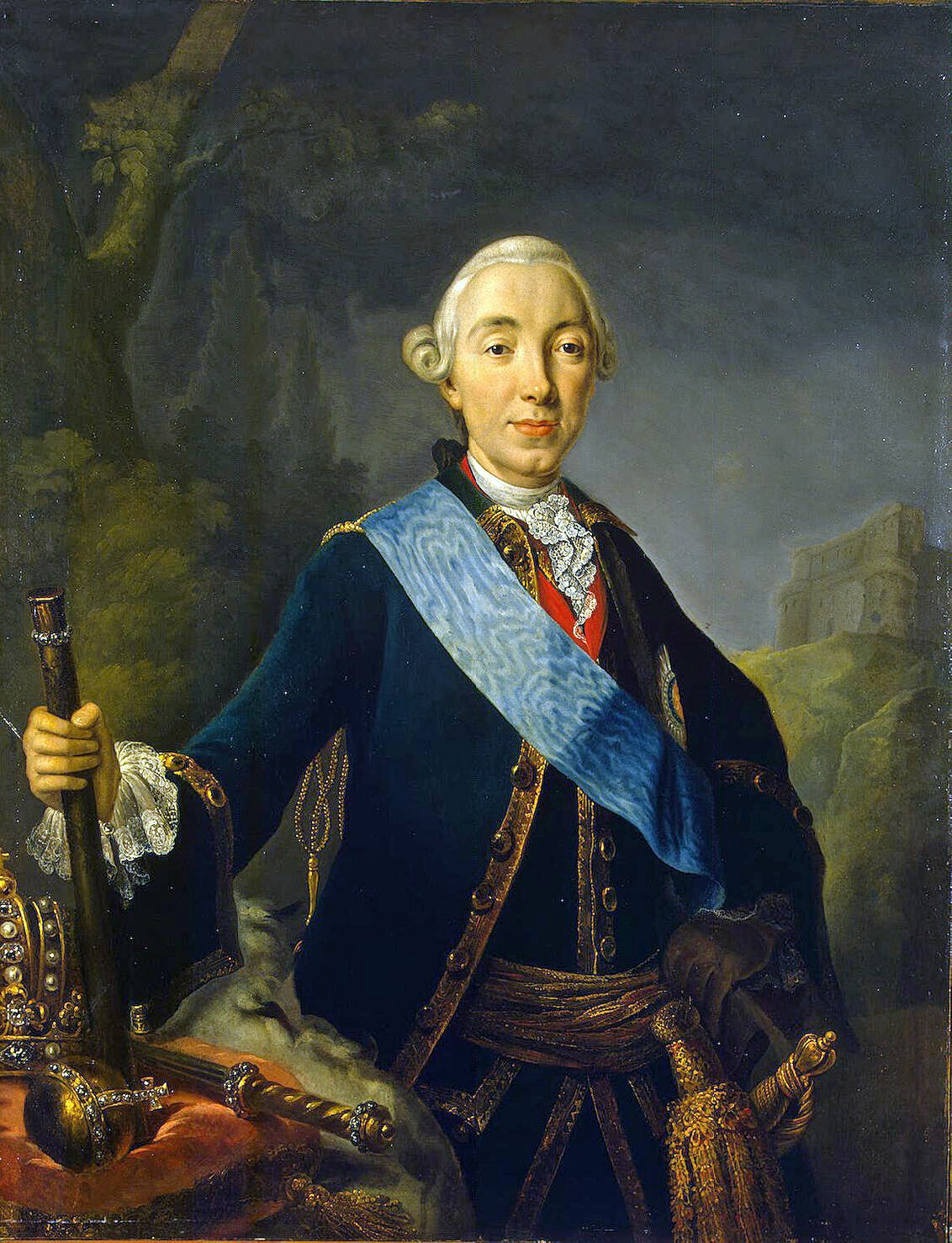
Портрет Петра III роботи художника Лукаса Конрада Пфальдцельта

На Різдво 25 грудня 1761 (5 січня 1762) року о третій годині пополудні померла імператриця Єлизавета Петрівна. Петро вступив на престол Російської імперії. Наслідуючи Фрідріха II, Петро не коронувався, але планував коронуватися після походу на Данію. У результаті Петро III був коронований посмертно Павлом I 1796 року.
У Петра III був чіткої політичної програми дій, але в нього склалося своє бачення політики, і він, наслідуючи свого діда Петра I, планував провести ряд реформ. 17 січня 1762 року Петро III на засіданні Сенату оголосив про свої плани на майбутнє: «Дворянам службу продовжувати за своєю волею, скільки і де забажають, і коли воєнний час буде, то вони всі з'явитися повинні на такій підставі, як і в Ліфляндії з дворянами чиниться».
В оцінках діяльності імператора зазвичай стикаються два різні підходи. Традиційний підхід, який використовувався протягом 250 років, базується на абсолютизації його недоліків та сліпій довірі до образу, які створюють мемуаристи — організатори перевороту (Катерина II, К. Р. Дашкова та інші). Його характеризують як неосвіченого, недоумкуватого, акцентують його нелюбов до Росії. Втім, свідчення інших осіб, які не мали стосунку до перевороту (іноземних посланців у Петербурзі, чиї повідомлення опубліковані в збірниках Російського історичного товариства), часто мало чим відрізняються від поглядів Дашкової та Катерини II. Останнім часом зроблено спроби переглянути його особистість та діяльність.
Кілька місяців перебування при владі виявили суперечливий характер Петра III. Майже всі сучасники наголошували на таких рисах характеру імператора, як спрага діяльності, невтомність, доброта і довірливість. Я. Я. Штелін писав: «Государ досить дотепний, особливо у суперечках». Імператор активно займався державними справами. Штелін зазначав: «Вже зранку він був у своєму робочому кабінеті, де заслуховував доповіді < … >, потім поспішав до Сенату чи колегії. < … > У Сенаті за найважливіші справи він брався сам енергійно і наполегливо».
До найважливіших справ Петра III належать скасування Таємної канцелярії (Канцелярія таємних розшукових справ; Маніфест від 21 лютого (4 березня) 1762 року), початок процесу секуляризації церковних земель, заохочення торговельно-промислової діяльності шляхом створення Державного банку та випуску асигнацій (Іменний указ від 25 травня), прийняття указу про свободу зовнішньої торгівлі (Указ від 28 березня); у ньому міститься вимога дбайливого ставлення до лісів як одному з найважливіших багатств Росії. Серед інших заходів дослідники відзначають указ, що дозволяв заводити фабрики з виробництва парусного полотна в Сибіру, а також указ, який кваліфікував вбивство поміщиками селян як «тиранські муки» і передбачав за це довічне заслання. Він також припинив переслідування старообрядців. Петру III також приписують намір здійснити реформу Російської православної церкви за протестантським зразком (у Маніфесті Катерини II з нагоди сходження на престол від 28 червня (9 липня) 1762 року Петру це ставилося у провину: «Церква наша грецька вкрай вже піддана залишалася останньою своєю небезпекою зміною древнього у Росії православ'я та прийняттям іновірного закону»).
Законодавчі акти, прийняті під час короткого правління Петра III, багато в чому стали фундаментом наступного царювання Катерини II. Олена Палмер стверджує, що його реформи мали демократичний характер, він також проголошував релігійну свободу.

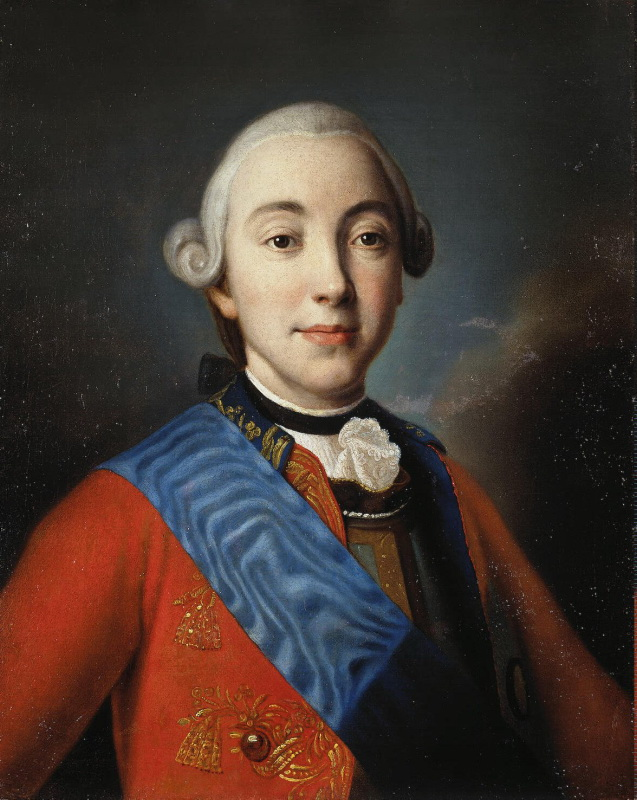
Імператор Петро III. Портрет невідомого художника з картини Рокотова.

Найважливіший документ царювання Петра Федоровича — «Маніфест про вольності дворянства» (Маніфест від 18 лютого (1 березень) 1762 року), завдяки якому дворянство стало винятковим привілейованим станом Російської імперії. Дворянство, будучи примушеним Петром I до обов'язкової і поголовної повинності служити все життя державі, при Ганні Іоанівні отримавши право виходити у відставку після 25-річної служби, тепер отримувало право не служити взагалі. А привілеї, спочатку покладені дворянству, як служивому стану, не тільки залишалися, а й розширювалися. Крім звільнення від служби, дворяни отримали право практично безперешкодного виїзду з країни. Одним із наслідків Маніфесту стало те, що дворяни могли тепер вільно розпоряджатися своїми земельними володіннями незалежно від ставлення до служби (маніфест обійшов мовчанням права дворянства на свої маєтки; тоді як попередні законодавчі акти Петра I, Анни Іоанівни і Єлизавети Петрівни, що стосуються дворянської служби, пов'язували служиві обов'язки і землевласницькі права). Дворянство ставало настільки вільним, наскільки може бути вільно привілейований стан в феодальний країні. Залишається питання про авторство тексту маніфесту і про саму ідею цього важливого документа. Цю проблему піднімали М. М. Щербатов, потім С. М. Соловйов, Г. В. Вернадський та інші. М. М. Щербатов вважав, що авторство ідеї і тексту належить Д. В. Волкову, наближеному Петра III. С. М. Соловйов був згоден зі Щербатовим. Але цю версію перевірити неможливо через нестачу джерел.
Економічна політика Петра III відображала зростання впливу західного капіталізму та купецтва, або «третього стану», який його супроводжував. Він заснував перший державний банк у Росії, відкинув монополію дворянства на торгівлю та заохочував меркантилізм, збільшивши експорт зерна та заборонивши імпорт цукру та інших матеріалів, які можна було знайти в Росії.
Правління Петра III відзначено посиленням кріпацтва. Поміщики отримали можливість свавільно переселяти селян з одного повіту в інший; виникли серйозні бюрократичні обмеження щодо переходу кріпаків у купецьке стан; за півроку правління Петра з державних селян було роздано до кріпаків близько 13 тисяч осіб. За ці півроку кілька разів виникали селянські бунти, що придушувалися каральними загонами. Привертає на себе увагу маніфест Петра III від 19 червня з приводу бунтів у Тверському та Клинському повітах: «Ми маємо намір поміщиків при їх маєтках і володіннях непорушно зберігати, а селян у належній їм покорі утримувати». Бунти були викликані слухом, що поширився, про дарування «вільності селянству», відповіддю на чутки і послужив законодавчий акт, якому не випадково був наданий статус маніфесту.
Законодавча активність уряду Петра III була надзвичайною. За час 186-денного царювання, якщо судити за офіційними «Повними зборами законів Російської імперії», було прийнято 192 документи: маніфести, іменні та сенатські укази, резолюції тощо (до них не включені укази про нагородження та чинове виробництво, грошові виплати та з приводу конкретних приватних питань).
Однак деякі дослідники зазначають, що корисні для країни заходи вживалися як би «між іншим»; для самого імператора вони не були терміновими чи важливими. До того ж багато з цих указів і маніфестів з'явилися не раптом: вони готувалися ще за Єлизавети однієї з «Законодавчих комісій» — «Комісією зі складання нового Уложення» 1754 року, а приймалися з подачі Романа Воронцова, Івана Шувалова, Дмитра Волкова та інших єлизаветинських сановників, що залишилися біля трону Петра ІІІ.
У перший день воцаріння зновий монарх направив до прусського короля Андрія Гудовича. Петра III набагато більше внутрішніх справ цікавила війна з Данією — заради повернення відібраних Данією шлезвіг-гольштейнських земель імператор задумав виступити проти Данії у союзі з Пруссією, причому сам мав намір вирушити у похід на чолі гвардії. За даними історика В. Є. Возгріна, Петро III у близькому колі до сходження на престол навіть міркував про те, що сам сяде на данський престол, відправивши данського короля в данську колонію Транкебар в Індії або давши йому маєток у російській Ліфляндії.
Відразу після сходження на престол Петро Федорович повернув до двору більшість опальних вельмож попереднього царювання, що нудилися в засланнях (крім ненависного Бестужева-Рюміна). У тому числі були фаворит імператриці Анни Іоаннівни Ернст-Йоганн фон Бірон і генерал-фельдмаршал граф Бургард-Крістоф Мініх, ветеран палацових переворотів та майстер інженерії свого часу, якого новий імператор включив до своїх наближених. У Росію були викликані голштинські родичі імператора: принци Георг Людвіг Гольштейн-Готторпський та Петро Август Фрідріх Гольштейн-Бекський. Обох зробили генерал-фельдмаршалами в перспективі війни з Данією. Петро Август Фрідріх був також призначений столичним генерал-губернатором. Генерал-фельдцейхмейстером був призначений Александр Гіємо де Вільбоа. Ці люди, а також колишній вихователь Якоб Штелін, призначений особистим бібліотекарем, складали ближнє коло імператора.

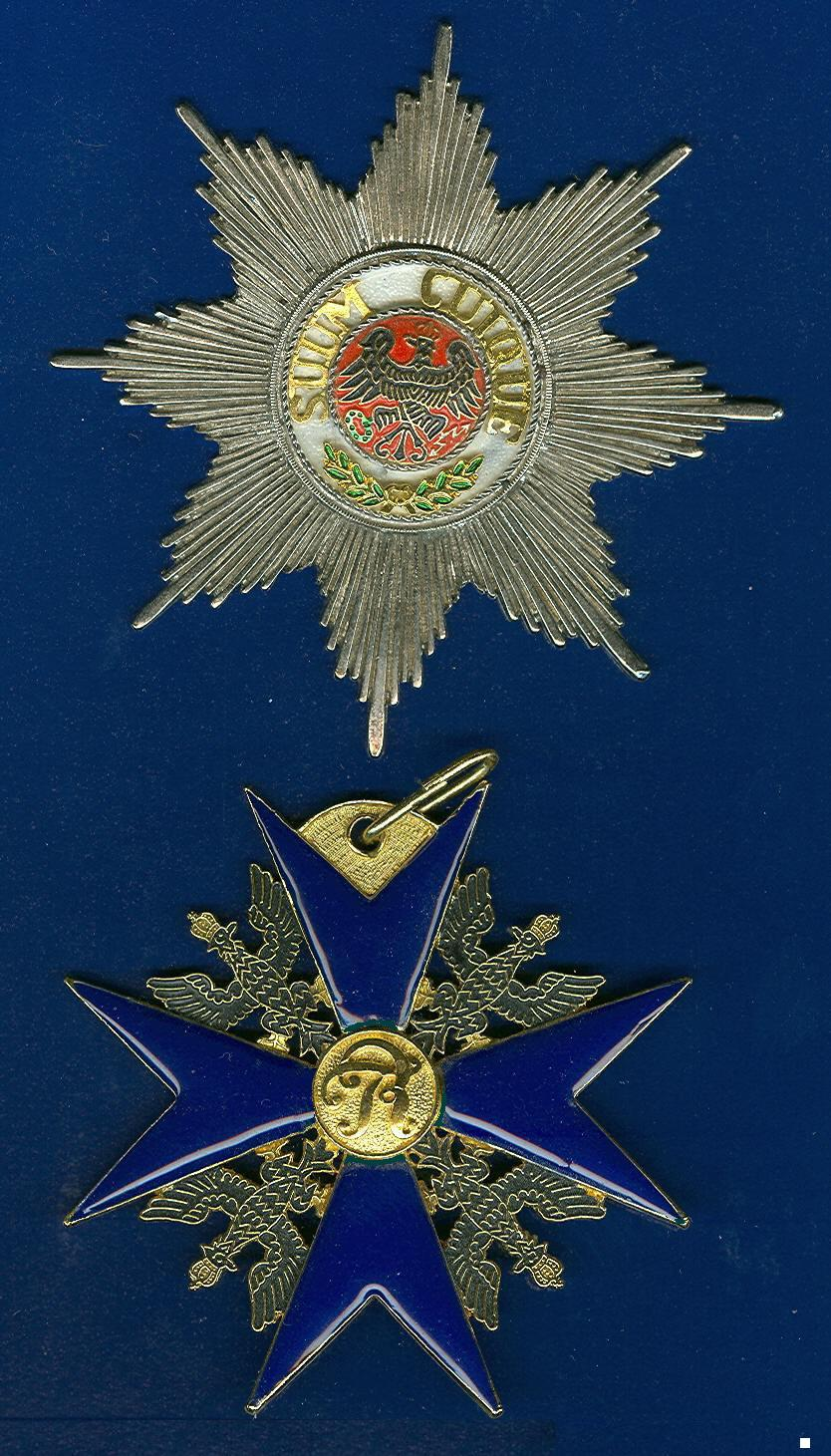
Прусський Орден Чорного Орла. Таким орденом було нагороджено Петра III

Для ведення переговорів про сепаратний мир із Пруссією до Петербурга прибув Бернгард Вільгельм фон дер Гольц. Думкою прусського посланця Петро III так дорожив, що, на думку історика А. В. Гаврюшкіна, незабаром той став «заправляти всією зовнішньою політикою Росії». Втім, у нових роботах ця думка поставлена під сумнів.
Серед негативних моментів царювання Петра III, на думку російських шовіністів, головним є фактичне анулювання ним завоювань Росії в ході Семирічної війни-передача Фрідріху II Східної Пруссії. Проголосивши свої безперечні права на цю провінцію як завойовану у ворога, який сам оголосив Росії війну, уряд Єлизавети у своїй відповіді на пропозицію Франції укласти мир з Пруссією без територіальних надбань Росії писав 1 лютого 1761 року: «ми хочемо отримати цю провінцію зовсім не для поширення і без того великих кордонів нашої імперії, але єдино для того, щоб надійніше затвердити мир, а потім, поступившись її Польщі, закінчити цим багато взаємні претензії, незгодні з істинним нашим бажанням при всіх її правах і вольностях». Росія хотіла поступитися Східною Пруссією Польщі, обмінявши її на Курляндію і тим Покінчивши з усіма домаганнями Польщі на цю область, що входила до складу Речі Посполитої, але з часів Анни Іоанівни керовану ставлениками Петербурга. Це був дуже розумний план, реалізація якого затвердила б позицію Росії в Прибалтиці і звільнила б Польщу від небезпеки агресії німецьких держав, що тяжіла над нею. Колишня точка зору, що від Східної Пруссії як російської провінції під натиском Франції відмовився ще уряд імператриці Єлизавети, нині спростована — за секретною інструкцією російським дипломатам на скликаний мирний конгрес в Аугсбурзі обговорення питання передачі Східної Пруссії Російської імперії було неодмінною умовою самого російського участі в Конгресі, що, втім, не означало обов'язковості цього переходу, якби європейські держави дружно виступили проти. В крайньому випадку уряд Єлизавети був готовий відмовитися від придбання Східної Пруссії в обмін на грошову компенсацію від прусського короля, і до моменту повного розрахунку прусські порти повинні були залишатися під контролем російських військ. Опинившись при владі, Петро III, який не приховував своєї симпатії Фрідріху II, негайно припинив військові дії проти Пруссії й уклав з прусським королем Петербурзький мирний договір (1762), юридично повернувши завойовану Східну Пруссію і відмовившись від усіх придбань в ході Семирічної війни, практично виграною Росією, а герцогом Курляндії призначив свого дядька. Для росіян це виглядало справжньою зрадою інтересів Росії і державною зрадою. Вихід Росії з війни повторно врятував Пруссію від повної поразки (Див. також «Диво Бранденбурзького дому»). Укладений 24 квітня мир недоброзичливці Петра III трактували як справжнє національне приниження, оскільки тривала і витратна війна закінчилася буквально нічим. Втім, це не завадило Катерині II продовжити розпочате Петром III, і східнопруські землі були звільнені від контролю російських військ і віддані Пруссії саме нею.
Тоді як історично запланована Петром війна проти Данії-Норвегії була помічена  як політичну невдачу, нещодавня наука зобразила це як частину прагматичного плану убезпечити своє герцогство Гольштейн-Готторп і розширити спільну гольштино-російську владу на північ і захід. Петро вважав, що отримання території та впливу в Данії та Північній Німеччині було кориснішим для Росії, ніж захоплення Східної Пруссії. :218–20 Так само він вважав, що дружба з Пруссією та Британією після її тріумфу в Семирічній війні може допомогти його планам більше, ніж союз з Австрією чи Францією.

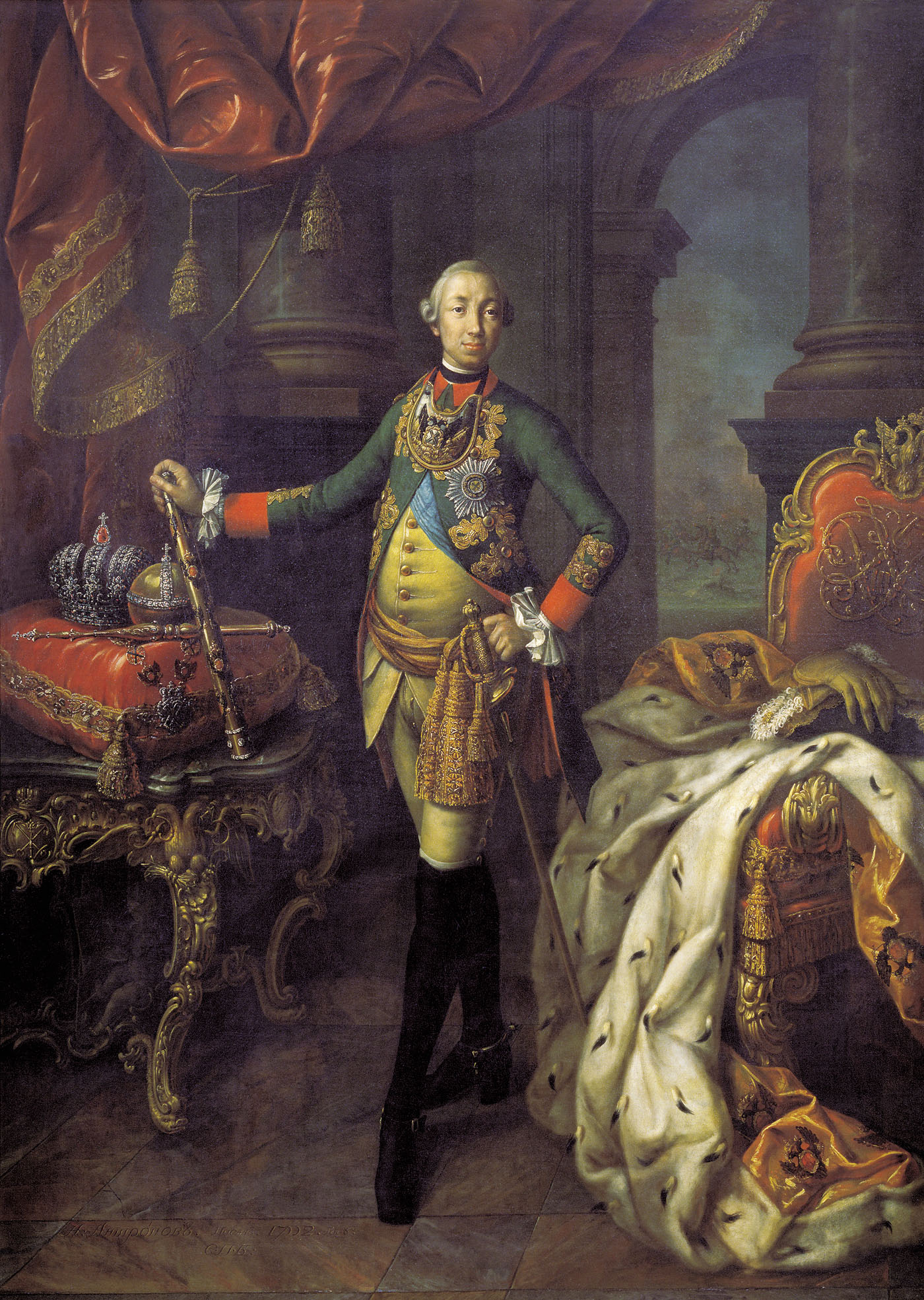
Портрет Петра III роботи Олексія Антропова, 1762 рік

Уявлення апологетів Петра III про нього як про миротворця суперечать відомим фактам-крім прагнення почати війну з Данією за повернення Гольштейн-Готторпам втрачених раніше територій, включаючи родовий замок Готторп, Петро III, на прохання Фрідріха II і заради звільнення свого кумира і планованого союзника від війни з Австрією, збирався спровокувати напад Османської імперії на Австрію. 28 квітня 1762 року імператор наказав канцлеру графу М. І. Воронцову повідомити російському резиденту в Османській імперії, «щоб він порте навіювання зробив, що якщо вона розсудить нині почати ворожі дії проти австрійського дому, то його імператорська величність у війну її аж ніяк заважати не буде». Воронцову вдалося переконати Петра III пом'якшити формулювання, і канцлер склав інструкцію резиденту А. М. Обрескову, обумовивши це веління численними Умовами, що ускладнювали його виконання. Сам Обресков, проявивши свій дипломатичний талант, переконав прусського посланця в Стамбулі, що відкрите оголошення туркам про розрив російсько-австрійського Союзу в разі війни Туреччини проти Австрії в даний час небажане. Першими ж підписаними Катериною II 29 червня 1762 (тобто на наступний день після нічного перевороту) зовнішньополітичними розпорядженнями були: повідомлення іноземних правителів про своє сходження на престол, рескрипт Обрескову про скасування розпоряджень про провокуванні турецького нападу на Австрію і рескрипт посланнику в Данії Корфу з наказом повернутися в Копенгаген з Берліна і запевнити датський уряд у своїй дружбі і скасування всіх антидатських розпоряджень колишнього імператора.
Біограф Петра III американська дослідниця К. Леонард пише у своїй книзі, що Петро III не був такою вже жертвою долі, як прийнято вважати, і більш правильним було б помістити його серед найбіль агресивних і цинічних монархів XVIII ст.

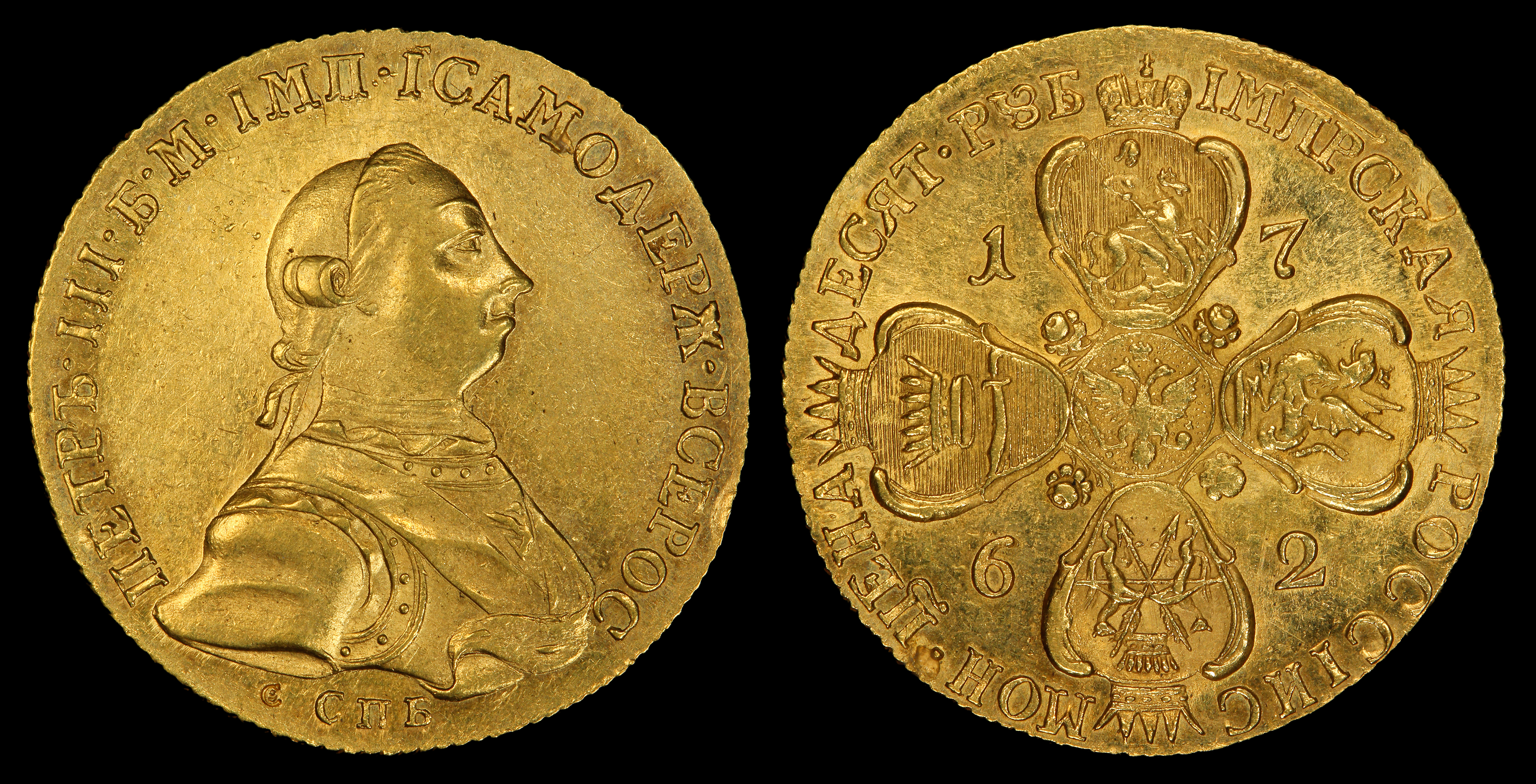
Петро III зображений імператором на золотій монеті в 10 рублів (1762)

На думку М. Ю. Анісімова, зовнішня політика Петра III під час Семирічної війни виявилася катастрофою, порівнянною за крахом російського впливу в Європі з поразкою в Кримській війні, Жовтневою революцією та розпадом СРСР.

Незважаючи на прогресивний характер багатьох законодавчих заходів і небувалі привілеї дворянству, зовнішньополітичні діяння Петра, а також його різкі дії щодо церкви, запровадження прусських порядків у війську не лише не додали йому авторитету, а й позбавили будь-якої соціальної підтримки; у придворних колах його політика породжувала лише невпевненість у завтрашньому дні.
|  | Суспільство відчувало в діях уряду пустощі та примху, відсутність єдності думки і певного напрямку. Усім був очевидний розлад урядового механізму. Усе це викликало дружний нарікання, яке з вищих сфер переливалося вниз і ставало всенародним. Язики розв'язалися, немов би не відчуваючи страху поліцейського; на вулицях відкрито і голосно висловлювали невдоволення, без жодного побоювання засуджуючи государя. |

Нарешті, намір вивести гвардію з Петербурга і направити її в незрозумілий і непопулярний данський похід (та й будь-який похід гвардії не міг бути популярним) послужив «останньою краплею», найпотужнішим каталізатором для змови, що виникла в гвардії проти Петра III на користь Катерини Олексіївни.

### Повалення

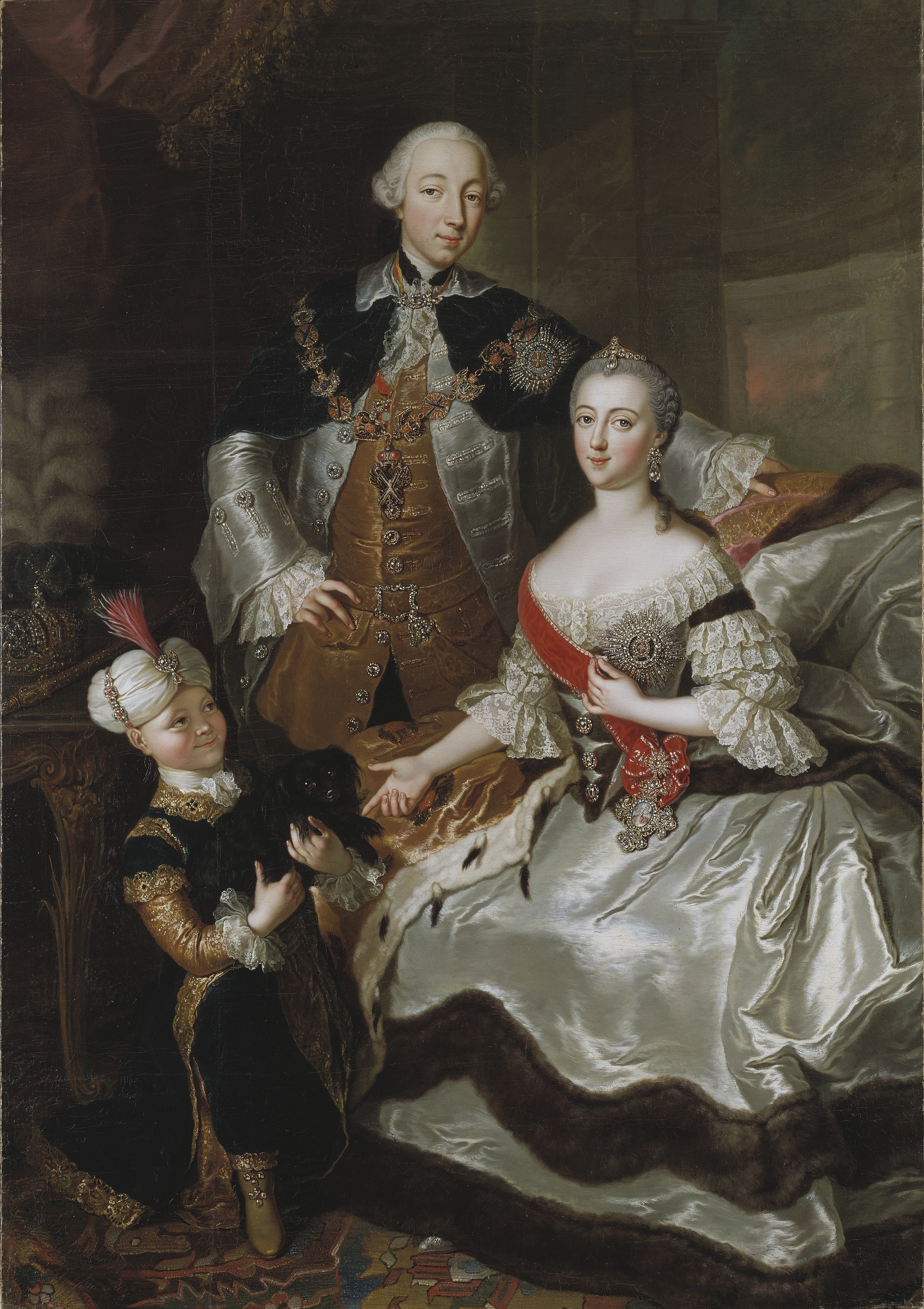
Сімейний портрет у Замку Гріпсхольм — філії Національного музею Швеції авторства Анни Розіни Де Гаск, придворної художниці при дворі німецького володаря Фрідріха Августа Ангальт-Цербстського, брата Катерини. Вказуючий жест Катерини і єдиний колір одягу з дорогої тканини зображених персон припускає, що каратокий хлопчик з дорогими мереживами як у Петра і великим дорогоцінним камінням (як у Катерини), що стоїть в мантії на одному коліні, в його чалмі і на чобітках, це їх син Павло

Перші зачатки змови відносяться до 1756 року, тобто на час початку Семирічної війни та погіршення здоров'я Єлизавети Петрівни. Всесильний канцлер Бестужев-Рюмін, чудово знаючи про пропрусських настроях спадкоємця і розуміючи, що з новому государі йому загрожує як мінімум Сибір, виношував плани нейтралізувати Петра Федоровича за його сходження на престол, оголосивши Катерину рівноправною соправительницей. Однак Олексій Петрович 1758 року потрапив в опалу, поспішивши зі здійсненням свого задуму (наміри канцлера залишилися нерозкритими, він встиг знищити небезпечні папери). Катерина стверджувала, що імператриця сама не мала ілюзій щодо свого наступника на престолі і пізніше подумувала про заміну племінника на внучатого племінника Павла:
|  | Під час хвороби <...> Єлизавети Петрівни чула я, що <...> спадкоємця її всі бояться, що його не люблять і не шанують ніким, що сама государиня нарікає, кому доручити престол, що схильність у ній знаходять зректися спадкоємця нездатного, від якого мала сама прикрість, і взяти сина його семирічного і мені [тобто Катерині] доручити управління.... |

За наступні три роки Катерина, яка також потрапила в 1758 році під підозру і мало не потрапила в монастир, не робила жодних помітних політичних дій, хіба що наполегливо множила і зміцнювала особисті зв'язки у вищих колах.
У лавах гвардії змова проти Петра Федоровича склалася останніми місяцями життя Єлизавети Петрівни завдяки діяльності трьох братів Орлових, офіцерів Ізмайлівського полку братів Рославльових і Ласунського, преображенців Пассека і Брєдіхіна та інших. Серед вищих сановників Імперії найпідприємливішими змовниками були М. І. Панін, вихователь малолітнього Павла Петровича, М. М. Волконський та К. Г. Розумовський, гетьман Війська Запорізького, президент Академії наук, улюбленець свого Ізмайлівського полку.

Здійснити переворот відразу ж після смерті імператриці Катерина не вважала за можливе: вона була на п'ятому місяці вагітності (від Григорія Орлова; у квітні 1762 року народила сина Олексія). До того ж Катерина мала політичні резони не квапити події, для повного тріумфу вона хотіла залучити на свій бік якомога більше прихильників. Добре знаючи характер чоловіка, вона вважала, що Петро швидко налаштує проти себе всю московську еліту. Для здійснення перевороту Катерина вважала за краще чекати на зручний момент.
|  | Усі зійшлися на тому, що удару слід завдати, коли його величність і армія будуть готові до відправлення в Данію. |

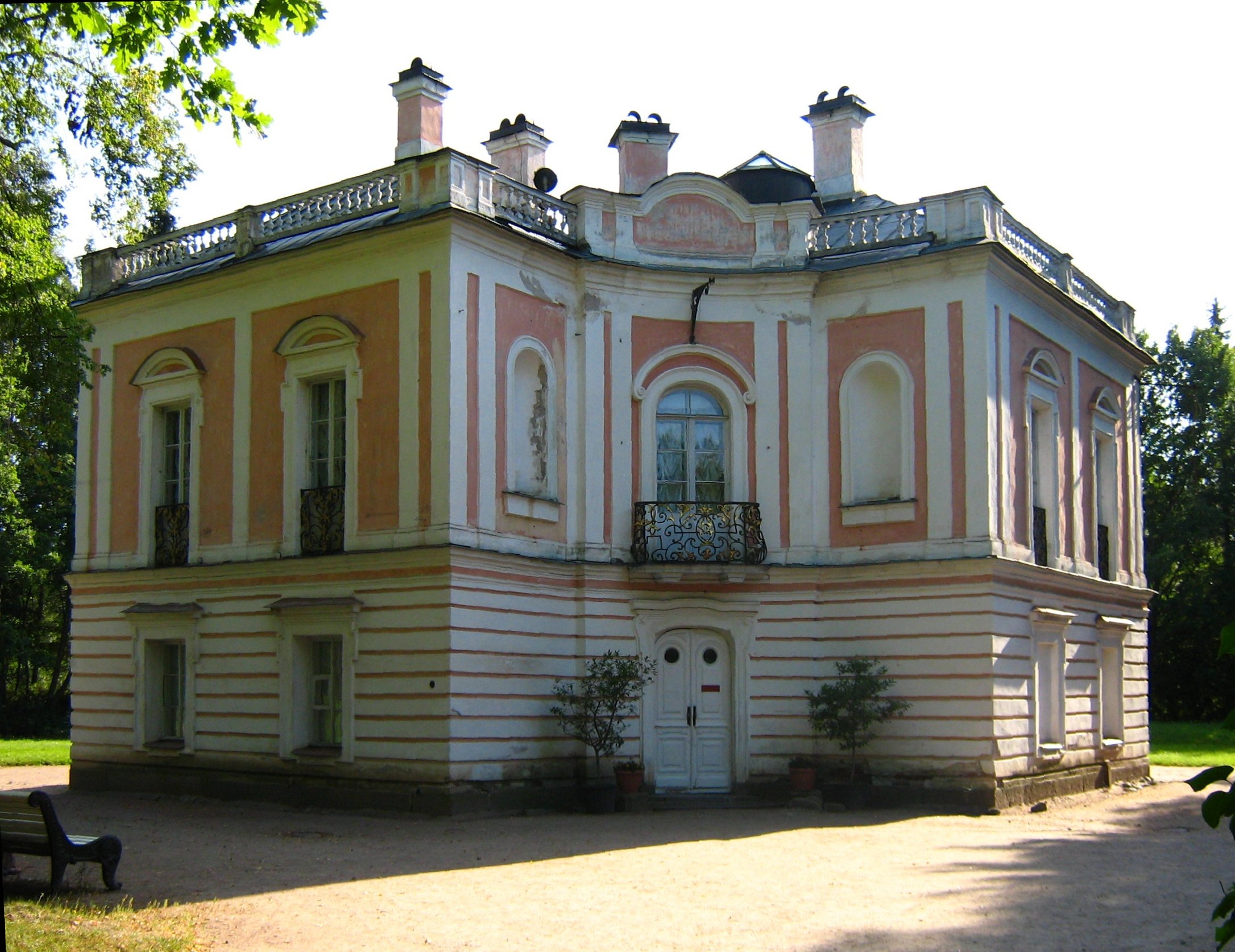
Оранієнбаум, палац Петра III. Зведений для майбутнього імператора за проектом архітектора Антоніо Рінальді в 1758—1760 рр.

До травня 1762 року, після народження Катериною в квітні бастарда Бобринського, зміна настроїв в столиці стала настільки очевидною, що імператору з усіх боків радили вжити заходів щодо запобігання катастрофи, йшли доноси про можливу змову. У травні двір на чолі з імператором за звичаєм виїхав за місто, в Оранієнбаум. У столиці було затишшя, що вельми сприяло остаточним приготуванням змовників. Становище Петра III було хитким, але також неміцним було становище Катерини при дворі, особливо після народження нового сина від коханця. Петро III відкрито говорив, що збирається розлучитися з дружиною, щоб одружитися на своїй фаворитці Єлизаветі Воронцовій. Він грубо поводився з дружиною, а 9 червня під час урочистого обіду з нагоди укладення миру з Пруссією трапився прилюдний скандал. Імператор в присутності двору, дипломатів та іноземних принців крикнув дружині через весь стіл «folle» (дура); Катерина заплакала. Приводом до образи стало небажання Катерини пити стоячи проголошений Петром III тост. Неприязнь між подружжям досягла апогею. Увечері того ж дня він віддав наказ її заарештувати, і тільки втручання фельдмаршала Георга Гольштейн-Готторпського, дядька Катерини, врятувало Катерину. Але наказ про арешт прискорив приготування змовників. Данський похід планувався на Червень. Імператор вирішив почекати з виступом військ, щоб відсвяткувати свої іменини. Ранком 28 червень (9 липень) 1762 року, напередодні Петрова дня, імператор Петро III зі свитою відправився з Оранієнбаума, своєї заміської резиденції, в Петергоф, де мав відбутися урочистий обід на честь тезоіменитства імператора. Напередодні по Петербургу пройшла чутка, що Катерина утримується під арештом. У гвардії почалася проблеми; один з учасників змови, капітан Пассек, був заарештований; брати Орлови побоювалися, що виникла загроза розкриття змови.
У Петергофі Петра III мала зустрічати його дружина, за обов'язком імператриці колишня упорядницею урочистостей, але на момент прибуття двору вона зникла. Через короткий час стало відомо, що Катерина рано-вранці втекла до Петербурга в кареті з Олексієм Орловим (він прибув до Петергоф до Катерини з звісткою, що події набули критичного обороту і зволікати більше не можна). У столиці «Імператриці та Самодержиці Всеросійській» у короткий час присягнули гвардія, Сенат та Синод, населення. Гвардія виступила у бік Петергофа.

Подальші події Петра демонструють крайню ступінь розгубленості. Відкинувши пораду Мініха негайно попрямувати в Кронштадт і повести боротьбу, спираючись на флот і вірну йому армію, розташовану в Пруссії, він збирався було захищатися в Петергофі в іграшковій фортеці, збудованої для маневрів, за допомогою голштинців. Однак, дізнавшись про наближення гвардії на чолі з Катериною, Петро кинув цю думку і все ж таки відплив у Кронштадт з усім двором, дамами і тощо. Але Кронштадт на той час уже присягнув Катерині. Після цього Петро зовсім занепав духом і, знову відкинувши пораду Мініха попрямувати в Ревель, а потім — на військовому кораблі до армії в Північній Німеччині, повернувся в Оранієнбаум, де і підписав зречення престолу.
|  | Десь дістали вино, і почалася загальна пиятика. Гвардія, що розгулялася, явно збиралася вчинити над своїм колишнім імператором розправу. Панін насилу зібрав батальйон надійних солдатів, щоб оточити павільйон. На Петра III було важко дивитися. Він сидів безсилий і безвольний, постійно плакав. Улучивши хвилину, кинувся до Паніна і, ловлячи руку для поцілунку, зашепотів: "Про одне прошу - залиште Лізавету [Воронцову] зі мною, ім'ям Господа Милосердного заклинаю!" |

Ось як описує події 1762 А. С. Мильников: «Вдень 28 червня 1762 в столичному Казанському соборі при збігу публіки і вищого духовенства в присутності Катерини був оголошений маніфест про її вступ на самодержавний престол. Тим часом Петро III розважався з придворними в Оранієнбаумі, а вранці цього дня попрямував до Петергоф, сподіваючись знайти там свою дружину — наступного дня було намічено урочисте святкування дня Петра та Павла. Лише із запізненням у кілька годин, випадково і з інших рук дізнався він, що, так би мовити, заочно втратив російський трон. Колишнього самодержця заарештували та перепровадили конвоєм у Ропшу».

### Смерть

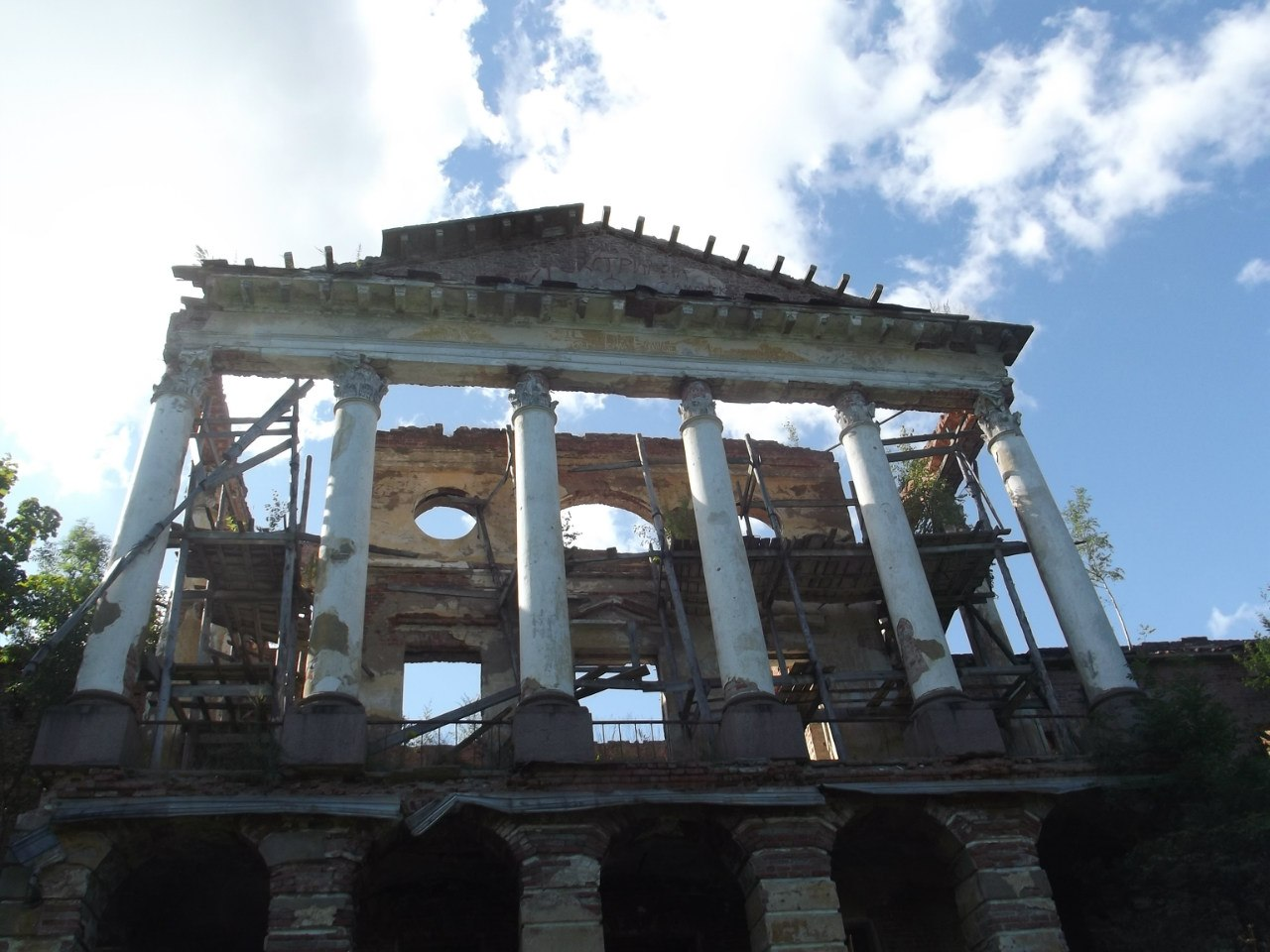
Палац у Ропші

Обставини смерті Петра III досі остаточно не з'ясовано. Повалений імператор 29 червня (10 липня) 1762 року, практично відразу після перевороту, у супроводі варти гвардійців на чолі з О. Г. Орловим був відправлений до Ропші за 30 верст від Санкт-Петербурга, де через тиждень — 6 (17) липня помер. За офіційною версією причиною смерті був напад гемороїдальних кольок, що посилився від тривалого вживання алкоголю та діареї. При розтині, яке проводилося за наказом Катерини, виявилося, що у Петра III була виражена дисфункція серця, запалення кишківника та ознаки апоплексії.
За іншою версією смерть Петра вважається насильницькою та вбивцею називається Олексій Орлов. Ця версія спирається на лист Орлова Катерині з Ропші, що не зберігся в оригіналі. До нас цей лист дійшов у копії, знятій Ф. В. Ростопчиним. Оригінал листа був нібито знищений імператором Павлом I у перші дні його царювання. Нещодавні історико-лінгвістичні дослідження спростовують справжність документа і називають автором фальшивки самого Ростопчина.

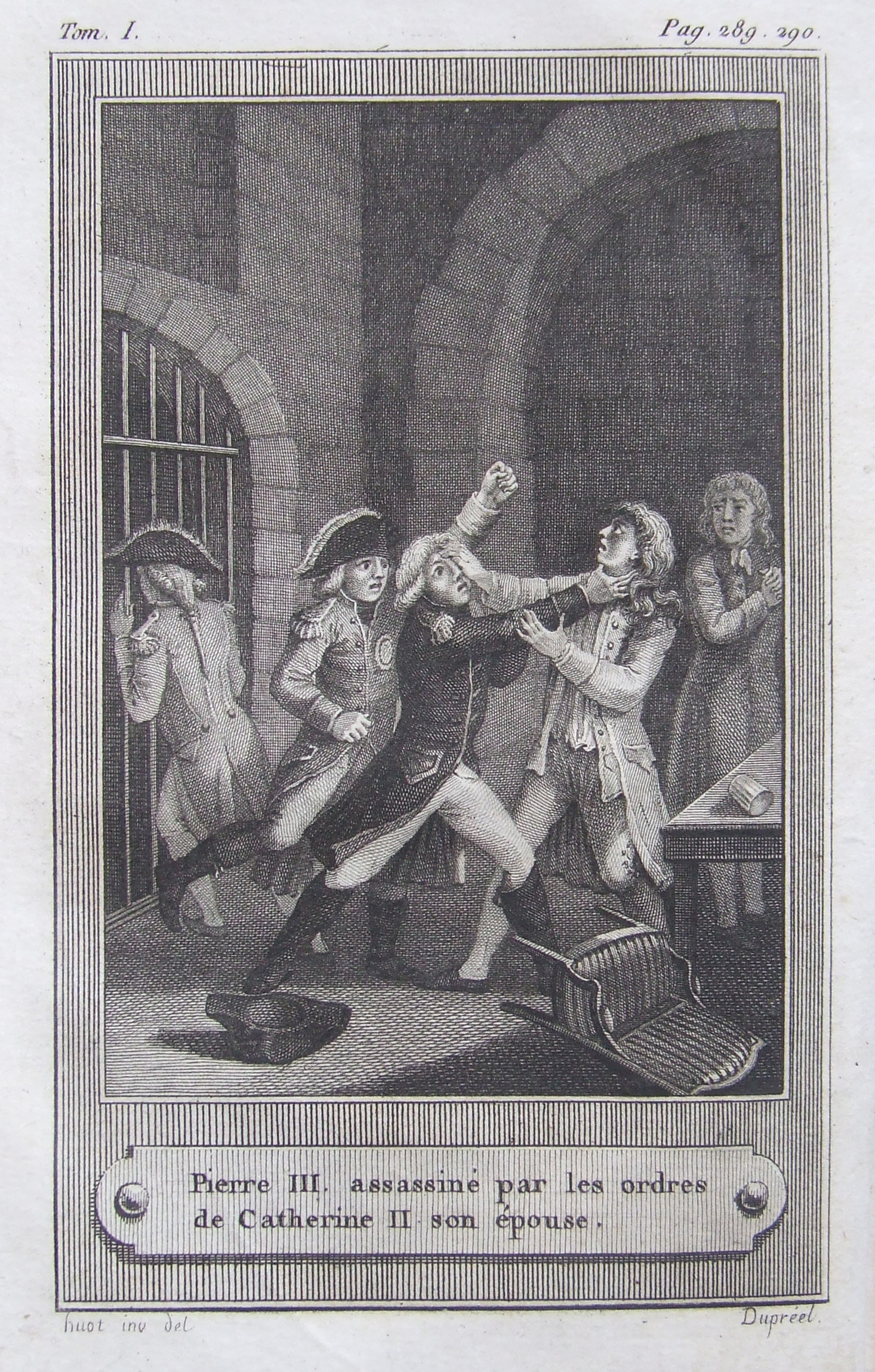
Титулярний аркуш історії Петра III авторства Тібо де Ла Во. 1799. Том 1.

Ряд сучасних медичних експертиз на підставі збережених документів і свідчень виявив, що Петро III страждав біполярним розладом з неяскраво вираженою депресивною фазою, страждав від геморою, чому не міг довго сидіти на одному місці. Мікрокардія, виявлена при розтині, зазвичай передбачає комплекс вроджених порушень розвитку.

### Похорон
Спочатку Петро III був похований без будь-яких почестей 10 (21) липня 1762 року в Невському монастирі, оскільки у Петропавлівському соборі, імператорській усипальниці, ховали лише коронованих осіб. Сенат у повному складі просив імператрицю не бути присутнім на похороні. Але, за деякими відомостями, Катерина приїхала до лаври інкогніто і простилася зі своїм чоловіком.
У листопаді 1796 року, відразу після смерті Катерини, за наказом Павла I. його останки були перенесені спочатку до домової церкви Зимового палацу, а потім до Петропавлівського собору. Петра III перепоховали одночасно з похованням Катерини II після того, як новий імператор власноручно здійснив коронування праху свого батька.

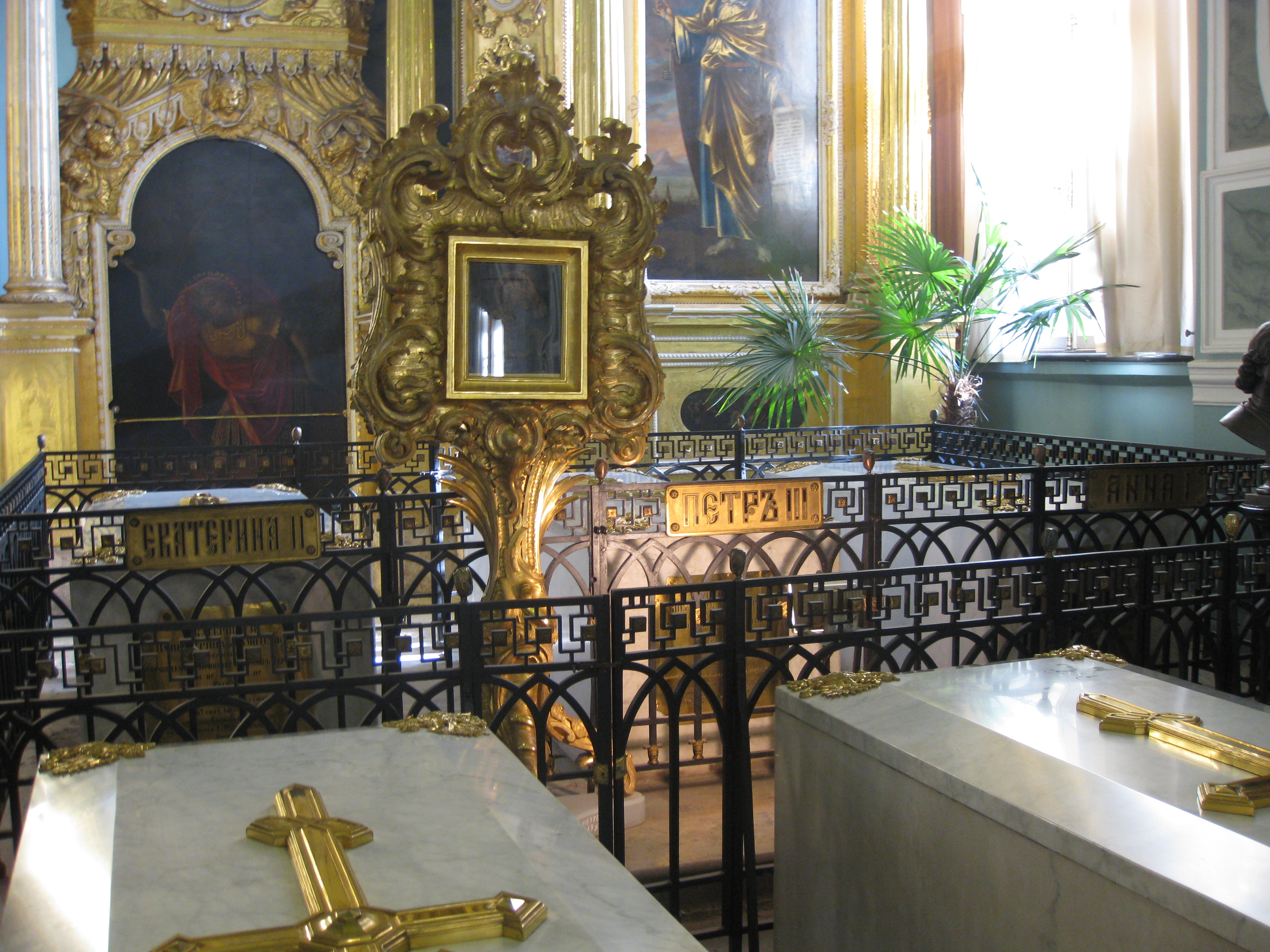
Надгробки Петра та Катерини

У головних плитах похованих стоїть та сама дата поховання (18 грудня 1796), від чого складається враження, що Петро III і Катерина II прожили разом довгі роки і померли в один день.

## Особистість Петра III
Якоб Штелін писав про Петра III: «Досить дотепний, особливо у суперечках, що розвивалося і підтримувалося у ньому з юності сварливістю його обер-гофмаршала Брюммера».
Штелін зазначав, що імператор любив музику, живопис, феєрверки.
«Від природи думає досить добре, але прихильність до чуттєвих задоволень більше засмучувала, ніж розвивала його судження, і тому він не любив глибоких роздумів. Пам'ять — відмінна до крайніх дрібниць. Охоче читав описи подорожей і військові книги. Щойно виходив каталог нових книжок, він його прочитував і відмічав для себе безліч книжок, які склали порядну бібліотеку. Виписав із Кіля бібліотеку свого покійного батька і купив за тисячу рублів інженерну та військову бібліотеку Меллінга», — писав Штелін.
Штелін писав: «Будучи великим князем і не маючи місця для бібліотеки у своєму петербурзькому палаці, він наказав перевезти її в Оранієнбаум і тримав при ній бібліотекаря. Ставши імператором, він доручив статському раднику Штеліну, як своєму головному бібліотекарю, влаштувати бібліотеку в мезоніні його нового зимового палацу в Петербурзі, для чого було призначено чотири великі кімнати і дві для самого бібліотекаря. Для цього, на перший випадок, призначив він 3000 рублів, а потім щорічно 2 тисячі рублів, але вимагав, щоб до неї не увійшло жодної латинської книги, тому що від педантичного викладання та примусу латинь остогидла йому змалку».
Штелін про Петра Федоровича під час його великокнязювання: «Не був ханжою, але й не любив жодних жартів над вірою і словом Божим. Був дещо неуважний при зовнішньому богослужінні, часто забув при цьому звичайні поклони та хрести і розмовляв з навколишніми фрейлінами та іншими особами. Імператриці дуже не подобалися такі вчинки. Вона висловила своє засмучення канцлеру графу Бестужеву, який, від її імені, за подібних і багатьох інших випадках, доручав мені робити великому князю серйозні настанови. Це було здійснено з усією уважністю, зазвичай у понеділок, щодо подібної непристойності його вчинків, як у церкві, і при дворі чи інших публічних зборах. Він не ображався подібними зауваженнями, тому що був переконаний, що я бажав йому добра і завжди йому радив, якнайбільше догоджати її величності і скласти своє щастя».
«Далекий від усяких забобонів. Помислом щодо віри був більше протестант, ніж росіянин; тому змалку часто отримував застереження не виявляти подібних думок і виявляти більше уваги й поваги до богослужіння та до обрядів віри», — писав Якоб Штелін про Петра III.
Штелін писав про Петра Федоровича: «Мав завжди при собі німецьку Біблію та кільський молитовник, у якому знав напам'ять деякі з найкращих духовних пісень».
«Боявся грози. На словах нітрохи не боявся смерті, але на ділі боявся будь-якої небезпеки. Часто вихвалявся, що він у жодній битві не залишиться позаду, і що якби його вразила куля, то він був упевнений, що вона була йому призначена», — писав Штелін про Петра III.
Колишня фрейліна Катерини II Н. К. Загрязька про Петра III (у розмовах з А. С. Пушкіним): «Я була дуже смішна; государ, який часто їздив до матінки, бувало, навмисне мене смішив різними гримасами; він не був схожий на государя».
Прусський посланник в Петербурзі барон а. фон Мардефельд в звіті про російською дворі в 1746 році: «Великому князю дев'ятнадцять років, і він ще дитя, чий характер поки не визначився. Часом він говорить речі слушні і навіть гострі. А через мить приймеш його легко за десятирічну дитину, яка пустує і норовить не послухатися генерала Рєпніна, взагалі їм зневаженого. Він поступається всім своїм поганим схильностям. Він упертий, непіддатливий, не чужий жорстокості, любитель випивки і любовних пригод, а з деяких пір став вести себе, як грубий мужлан. Чи не приховує він огиди, дещо живить до російської нації, якась, в свою чергу, Його ненавидить, і над релігією грецької насміхається; якщо імператриця йому наказує, а йому це не до вподоби, то противиться, тоді повторює вона наказ з невдоволенням, а часом і з погрозами, він же тому в нетерпіння приходить і бажав би від цього ярма позбутися, але не досить має сили, щоб привести це у виконання. Всім виглядом своїм показує він, що любить ремесло військове і за зразок шанує короля, чиїми діяннями великими і славними захоплюється, і не один раз мені говорив: „Sie haben einen grossen Koenig, ich werde es machen wie er, nicht zu Hause still sitzen bleiben“ [у вас великий король, я буду робити, як він, і не стану спокійно сидіти вдома. — він.]. Однак ж поки цей військовий запал ні в чому іншому не проявляється, крім як в забавах дитячих, так що відкинув Він роту кадетів і склав собі замість роту з лакеїв, де в ролі унтер-офіцерів камердинери трудяться, а в ролі офіцерів — камергери і камер-юнкери, котрі під командою його різні здійснюють еволюції. У покоях своїх часто грає він в ляльки. Дружину не любить, так що інші передбачають, за ознаками деяким: дітей від нього у неї не буде. Однак ж він її ревнує. Так що якщо хочеш до нього увійти в довіру, не варто її відвідувати надто старанно».
Прусський посланник у Петербурзі (тоді державний міністр) граф К. В. Фінк фон Фінкенштейн у звіті Фрідріху II в 1748 році: «на великого князя великої надії немає. […] Не блищить він ні розумом, ні характером; діткується без міри, говорить без угаву, і розмова його дитяча, великого государя негідна, а часто і вельми необережна; прихильний він рішуче справі військовій, але знає з неї одні лише дрібниці; охоче просторікує проти звичаї російські, а часом і щодо обрядів Церкви Грецької відпускає жарти; безперестанку згадує своє герцогство Голштинське, якому явно віддає перевагу; є в ньому жвавість, але не наважусь назвати її жвавістю розуму; різкий, нетерплячий, до пустощів схильний, але ані чемності, ані ґречності, ввічливості, що для важливих персон настільки потрібні, не має. Скільки відомо мені, єдина розумна забава, якій він віддається, — музика; щодня по кілька годин грається з ляльками та маріонетками; ті, хто до нього приставлений, сподіваються, що з віком перейметься він ідеями ґрунтовнішими, однак здається мені, що надто довго надіями себе спокушають. Слухає він першого ж, хто з доносом до нього приходить, і доносу вірить […]. Славиться він брехливим і потайливим, і з усіх його вад ці, без сумніву, найбільшу користь йому в нинішньому його становищі принести можуть; однак, якщо судити з вільності його промов, вадами цими зобов'язаний він більше серцю, ніж розуму. Якщо коли-небудь зійде на престол, схоже, що правителем буде жорстоким і безжальним; недарма тлумачить він часом про зміни, які зробить, і про голови, які відрубає. Імператрицю боїться він і перед нею тремтить; фаворита терпіти не може і часом з ним сходиться; канцлера в глибині душі ненавидить; нація його не любить, та при такій поведінці любові і очікувати дивно».
Станіслав Понятовський, коханець великої княгині Катерини Олексіївни та в майбутньому польський король, писав у спогадах про Петра III: «Мені ж принц сказав у пориві відвертості, якої удостоював мене досить часто:

— Подумайте, як мені не пощастило! Я міг би вступити на прусську службу, служив би ревно — як тільки був би здатний, і до тепер міг би сподіватися отримати полк і звання генерал -майора, а можливо навіть генерал-лейтенанта … І що ж?! Мене притягли сюди, щоб зробити великим князем цієї зас… країни! -
І тут же пустився ганьбити росіян у виразах самого простонародного штибу, вельми йому властивих. Балаканина його була, правда, і забавною, бо відмовити йому в умі було ніяк не можна. Він був не дурний, а божевільний, пристрасть до випивки ще більше засмучувало той скромний розум, яким він був наділений. Додайте до цього звичку курити тютюн, обличчя, порите віспою та вкрай жалібного вигляду, а також те, що ходив він зазвичай у голштинському мундирі, а цивільне плаття одягав завжди химерне, поганого смаку — ось і вийде, що принц найбільше схожий на персонаж італійської комедії. Такий був обраний Єлизаветою спадкоємець престолу».
Секретар французького посольства в Петербурзі Ж. — Л. Фав'є у звіті своєму двору в 1761 році про Петра Федоровича: «Великий князь представляє вражаючий приклад сили природи або, вірніше, перших вражень дитинства. Привезений з Німеччини тринадцяти років, негайно відданий в руки росіян, вихований ними в релігії і в звичаях імперії, він і тепер ще залишається істим німцем і ніколи не буде нічим іншим. У ньому, дійсно, є частка подібності з його дядьком, Карлом XII, і з його дідом, Петром Великим, але, на жаль, схожість це чисто зовнішня. Він наслідує обом в простоті своїх смаків і в одязі. Вигляд у нього цілком військової людини. Він постійно затягнутий в мундир, такого вузького і короткого крою, який слід прусської моді ще в перебільшеному вигляді. Крім того, він дуже пишається тим, що легко переносить холод, жар і втому. Ворог всякої показності і витонченості, він займається виключно оглядами, розлученнями і навчанням вихованців ввіреного його піклуванням Кадетського корпусу. Літо він проводить в Оранієнбаумі, в тісному колі залишених йому німців, яких він називає своїми міністрами і генералами. Від Петра Великого він головним чином успадковував пристрасть до міцних напоїв і надзвичайно безрозбірливу фамільярність у зверненні, за яку йому мало хто вдячний. Народ побоюється в ньому прояви з часом непохитності дядька і жорстокості діда, але наближені вважають його легковажним і непостійним, і тим заспокоюють себе.
Як би там не було, проте існують факти, що доводять, що він принаймні здатний до впертості. Так, наприклад, він виявляє рідкісну стійкість у думці щодо питання про справи Курляндії та про обмін Шлезвіга. Розпорядження імператриці щодо Курляндії, яку вона ніби до певної міри принесла в дар саксонському принцу Карлу, не перестає збуджувати в ньому протест. Вираз своєї ненависті до цього принца великий князь довів до того, що навіть мав намір викликати його на дуель. Крім того, всій Європі відомо, як він досі постійно відмовляється від будь-якої угоди щодо своїх прав на Шлезвіг.
Ніколи наречений спадкоємець престолу не користувався менш народною любов'ю. Іноземець за народженням, він своїм занадто явним перевагою до німців раз у раз ображає самолюбство народу, і без того надзвичайно виняткового і ревнивого до своєї національності. Мало побожний у своїх прийомах, він не зумів набути довіри духовенства. Якщо підозрілий характер імператриці Єлисавети, а також інтриги міністрів і фаворитів, почасти і тримають його далеко від державних справ, то цьому, стверджують багато хто, ще більше сприяє його власна безпечність і навіть нездатність. Внаслідок цього він не користується майже ніяким значенням ні в Сенаті, ні в інших урядових установах. Занурені в розкіш і бездіяльність, придворні бояться часу, коли ними буде керувати государ, однаково суворий до самого себе і до інших. Здавалося б, що військові повинні його любити, але на справді не так. Вони бачать в ньому надто суворого начальника, який прагне їх підпорядкувати дисципліні іноземних генералів. Особливо погано ставиться до нього численний і надзвичайно непотрібний корпус гвардійців, цих яничар Російської імперії, гарнізон яких знаходиться в столиці, де вони ніби тримають в ув'язненні двір. [ … ] Кажуть, великий князь не любить нас, французів. Я думаю, що це правда. Після німців перше місце в його серці займають англійці, звичаї і звичаї яких йому споріднені з нашими. До того ж Лондонський кабінет завжди ставився до нього надзвичайно м'яко і обережно, а гурток осілих в Петербурзі і користуються великою пошаною англійських негоціантов виявляє багато до нього поваги. Сам він з багатьма з них поводиться скоріше як з друзями, ніж як з кредиторами. Його вважають цілком відданим інтересам Пруссії, і я цьому вірю. Схильність великого князя в цьому відношенні пояснюється ще його пристрастю до найдрібніших подробиць військової дисципліни. Очевидно, він обрав прусського короля собі в зразки і герої, але в цьому ставленні з ним заодно всі інші государі, що розділяють його смаки, хоча б навіть вони були в числі ворогів цього короля. Що стосується віденського двору, то він взагалі ніколи не дбав про те, щоб щадити великого князя, який вважає його прихильником Іоанна Антоновича. Одним словом, він не любить Австрії, а та, в свою чергу, не любить його».

## Ставлення до України
Петро III підтримував сімейну традицію прихильного ставлення до України: його батько був добрим знайомим Пилипа Орлика, а при голштинському дворі служили українці. Серед його найближчого оточення було чимало вихідців з Гетьманщини — генерал-ад'ютант Андрій Гудович, флігель-ад'ютант Василь Ханенко, Степан Карнович, Михайло Будлянський та інші, що сприяли формуванню проукраїнських настроїв у новообраного імператора.

## Родина
Дружина — Софія-Августа-Фредеріка Ангальт-Цербст-Дорнбурзька, відома як імператриця Катерина II
Діти: 
- Павло I — російський імператор

## Пам'ять

### Самозванці, що видали себе за Петра III
Петро III став абсолютним рекордсменом за кількістю самозванців, які намагалися заступити місце тимчасово померлого царя. За часів Пушкіна ходили чутки про п'ятьох. За новітніми даними лише у Росії налічувалося близько сорока лже-Петрів III.
У 1764 році в ролі лже-Петра виступив Антон Асланбеков, розорився вірменський купець. Затриманий з фальшивим паспортом у Курському повіті він оголосив себе імператором і намагався підняти народ на свій захист. Самозванця було покарано батогами і відправлено на вічне поселення в Нерчинськ.
Невдовзі після цього ім'я покійного імператора присвоїв рекрут Іван Євдокимов, який намагався підняти на свою користь повстання серед селян Нижньогородської губернії, і Микола Колченко на Чернігівщині.
У 1765 році у Воронезькій губернії з'явився новий самозванець, що оголосив себе імператором. Пізніше, заарештований і допитаний, він назвав себе Гаврилою Кремньовим, рядовим Лант-міліційського Орловського полку. Дезертувавши після 14 років служби, він зумів роздобути собі коня і зманити на свій бік двох кріпаків поміщика Кологрівова. Спочатку Кремнєв оголошував себе «капітаном на імператорській службі» і обіцяв, що відтепер винокуріння забороняється, а збирання подушних грошей і рекрутчина припиняються на 12 років, але через деякий час, спровокаований спільниками, наважився оголосити своє «царське ім'я». Короткий час Кремнєву супроводжував успіх, найближчі селища зустрічали його хлібом-сіллю і дзвоном, навколо самозванця поступово зібрався загін у півтисячі людей. Однак ненавчена і неорганізована банда розбіглася при перших пострілах. Кремнєв опинився в полоні, був засуджений до страти, але помилований Катериною і висланий на вічне поселення в Нерчинськ, де його сліди остаточно губляться.
У тому ж році, невдовзі після арешту Кремньова, на Слобідській Україні, у слободі Куп'янки Ізюмського повіту з'являється новий самозванець — Петро Федорович Чернишов, солдат Брянського полку. Цей самозванець, на відміну від своїх попередників, схоплений, засуджений і засланий до Нерчинська, не залишив своїх домагань, поширюючи чутки про те, що «батюшка-імператор», який інкогніто інспектував солдатські полки, був помилково схоплений і битий батогами. селяни, які повірили йому, намагалися організувати втечу, привівши «государю» коня і забезпечивши його грошима і провізією на дорогу. Самозванець заблукав у тайзі, був спійманий і жорстоко покараний на очах своїх шанувальників, відправлений до Мангазею на вічну роботу, але дорогою туди помер.
В Ісетській провінції козак Камєнщиков, раніше засуджений за багато злочинів, був засуджений до вирізування ніздрів і вічного посилання на роботи в Нерчинську за поширення чуток про те, що імператор живий, але ув'язнений у Троїцькій фортеці. На суді він показав своїм спільником козака Конона Бєляніна, який нібито готувався виступити в ролі імператора. Бєлянин отримав покаранням батогами.
У 1768 році підпоручик армійського Ширванського полку Йосафат Батурін, що містився в Шліссельбурзькій фортеці, в розмовах з черговими солдатами запевняв, що «Петро Федорович живий, але на чужині», і навіть з одним із сторожів намагався передати лист для нібито схованого монарха. Випадковим чином цей епізод дійшов до влади, і арештант був засуджений до вічного посилання на Камчатку, звідки пізніше зміг втекти, взявши участь у знаменитій пригоді Моріца Беньовського.
1769 року під Астраханню попався втікач солдат Мамикін, що оголошував, що імператор, якому, звичайно ж, вдалося втекти, «прийме знову царство і буде пільгувати селян».
Неординарною особистістю виявився Федот Богомолов, колишній кріпак, що біг і приєднався до волзьких козаків під прізвищем Казин. У березні—червні 1772 року на Волзі, у районі Царицына, коли його товариші по службі через те, що Казин-Богомолов здався їм надто вже кмітливим і розумним, припустили, що перед ними імператор, що переховується, Богомолов легко погодився зі своєю «імператорською гідністю». Богомолов, слідом за своїми попередниками, був заарештований, засуджений до виривання ніздрів, таврування та вічної заслання. Дорогою до Сибіру він помер.
У 1773 року спробував видати себе за імператора розбійницький отаман Георгій Рябов, що втік з Нерчинської каторги. Його прихильники пізніше приєдналися до пугачовців, оголошуючи, що їхній загиблий отаман і ватажок селянської війни — одна й та сама особа. Імператором безуспішно намагався оголосити себе капітан одного із розквартованих в Оренбурзі батальйонів Микола Кретов.

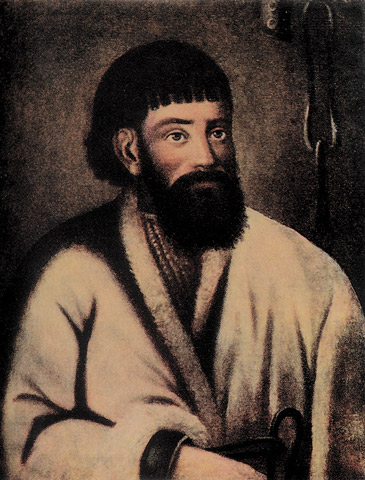
Омелян Пугачов

У тому ж році якийсь донський козак, чиє ім'я в історії не збереглося, вирішив витягти для себе грошову вигоду з повсюдної віри в «біглого імператора». Його спільник, який видавав себе за статс-секретаря, об'їжджав Царицинську округу Астраханської губернії, приймаючи присяги і готуючи народ до прийому «батюшки-царя», потім з'являвся сам самозванець. Дует встиг досить поживитися на чужий рахунок, перш ніж звістка дійшла до інших козаків, і вони вирішили надати всьому політичний аспект. Був розроблений план захопити містечко Дубівка і заарештувати всіх офіцерів. Про змову стало відомо владі, і один з високопоставлених військових у супроводі невеликого конвою прибув до хати, де знаходився самозванець, вдарив того в обличчя і наказав заарештувати разом з його спільником. Присутні козаки підкорилися, але коли заарештованих доставили в Царицин для суду і розправи, негайно пішли чутки, що під вартою знаходиться імператор, і почалися глухі хвилювання. Щоб уникнути нападу, арештантів змушені були тримати за містом, під посиленим конвоєм. Під час слідства арештант помер, тобто, з точки зору обивателів, знову «безслідно зник». 1773 року майбутній ватажок селянської війни Омелян Пугачов, найвідоміший з лже-Петров III, вміло звернув цю історію на свою користь, запевняючи, що «зниклим з Царицина імператором» був він сам.
1774 року попався ще один кандидат в імператори, якийсь Метьолка. У тому ж році Хома Мосягін, який також спробував приміряти на себе «роль» Петра III, був заарештований і висланий в Нерчинськ за іншими самозванцями.
1776 року за те ж поплатився селянин Сергєєв, який зібрав навколо себе зграю, що збиралася грабувати і палити поміщицькі будинки. Воронезький губернатор Іван Потапов, який не без зусиль зміг здолати селянську вольницю, під час слідства визначив, що змова була надзвичайно широка — тією чи іншою мірою замішаними в неї виявилося щонайменше 96 осіб.
1778 року п'яний солдат Царицинського 2-го батальйону Яків Дмитрієв у лазні розповідав усім, що «у Кримських степах перебуває з армією колишній третій імператор Петро Феодорович, який насамперед утримувався під варти, звідки й викрадений донськими козаками; при ньому керує тією армією Залізний Лоб, проти якого вже й битва з нашого боку була, де й побито дві дивізії, і ми його як батька чекаємо; а на кордоні стоїть з військом Петро Олександрович Румянцев і проти нього не обороняє, а каже, що він ні з якого боку захищати не хоче». Дмитрієва допитували під батогами, і він заявив, що чув цю розповідь «на вулиці від невідомих людей». Імператриця погодилася з генерал-прокурором О. О. Вяземським, що нічого, крім п'яної лихості і дурної балаканини, за цим не стояло, і покараний батогами солдат був прийнятий на колишню службу.
1780 року, вже після придушення Пугачовського бунту, донський козак Максим Ханін у пониззі Волги знову намагався підняти народ, видаючи себе за «чудом врятованого Пугачова». Число його прихильників почало швидко зростати, серед них були селяни та сільські священики, серед влади почалася паніка. На річці Іловлі претендент був схоплений та доставлений до Царицина. Астраханський генерал-губернатор І. В. Якобі, який спеціально приїхав вести слідство, піддав арештанта допиту і тортурі, під час якої Ханін зізнався, що ще в 1778 році зустрічався в Царицині зі своїм приятелем на прізвище Зброярів і цей приятель переконав його, що Ханін «точно» схожий на Пугачова-«Петра». Самозванець був закутий у кайдани і відправлений до Саратовської в'язниці.
«Власний» Петро III був у секті скопців — ним виступив її засновник Кіндратій Селіванов. Чутки про його тотожність із «біглим імператором» Селіванов розсудливо не підтверджував, але й не спростовував. Збереглася легенда, що він 1797 року зустрічався з Павлом I і коли імператор не без іронії поцікавився — «Ти мій батько?», Селіванов нібито відповів «Гріху я не батько; прийми мою справу (оскоплення), і я визнаю тебе своїм сином». Досконально відомо лише те, що Павло розпорядився помістити скопчого пророка в будинок піклування для божевільних при Обухівській лікарні.
«Зниклий імператор» щонайменше чотири рази з'являвся за кордоном і мав там значний успіх. У 1766 році якийсь Степан Малий був проголошений в Чорногорії російським імператором Петром III, який врятувався. Степан Малий отримав владу над чорногорцями та правив ними до своєї загибелі від рук убивці 1773 року.
Цікаво, що після загибелі Степана Малого за нього і, відповідно, Петра ІІІ намагався видати себе авантюрист Стефан Занович, але його спроба успіхом не увінчалася.
Ще про одного самозванця писав у звіті дожу Венеціанської республіки граф Моченіго, який на той час перебував на острові Занте в Адріатиці. Цей самозванець діяв у турецькій Албанії, на околицях міста Арти.
Останній самозванець був заарештований 1797 року.

### Легенди
Про легенду про Петра досі говорять, особливо в місті, де він прожив більшу частину свого життя, раніше Оранієнбаум, пізніше Ломоносов, розташованому на південному узбережжі Фінської затоки, 40 км на захід від Санкт-Петербурга. Палац Петра — єдиний з відомих палаців в районі Санкт-Петербурга, який не був захоплений німцями під час Другої світової війни. Під час війни в будівлі була школа, і кажуть, що привид Петра захищав дітей Оранієнбаума від постраждалих від бомб. Крім того, саме біля цього міста в січні 1944 року завершилася блокада Ленінграда. Кажуть, що Петро після своєї смерті зупинив гітлерівську армію під Ленінградом, як живий Петро наказав зупинитися російській армії, коли вона збиралася брати Кенігсберг.

### Пам'ятники

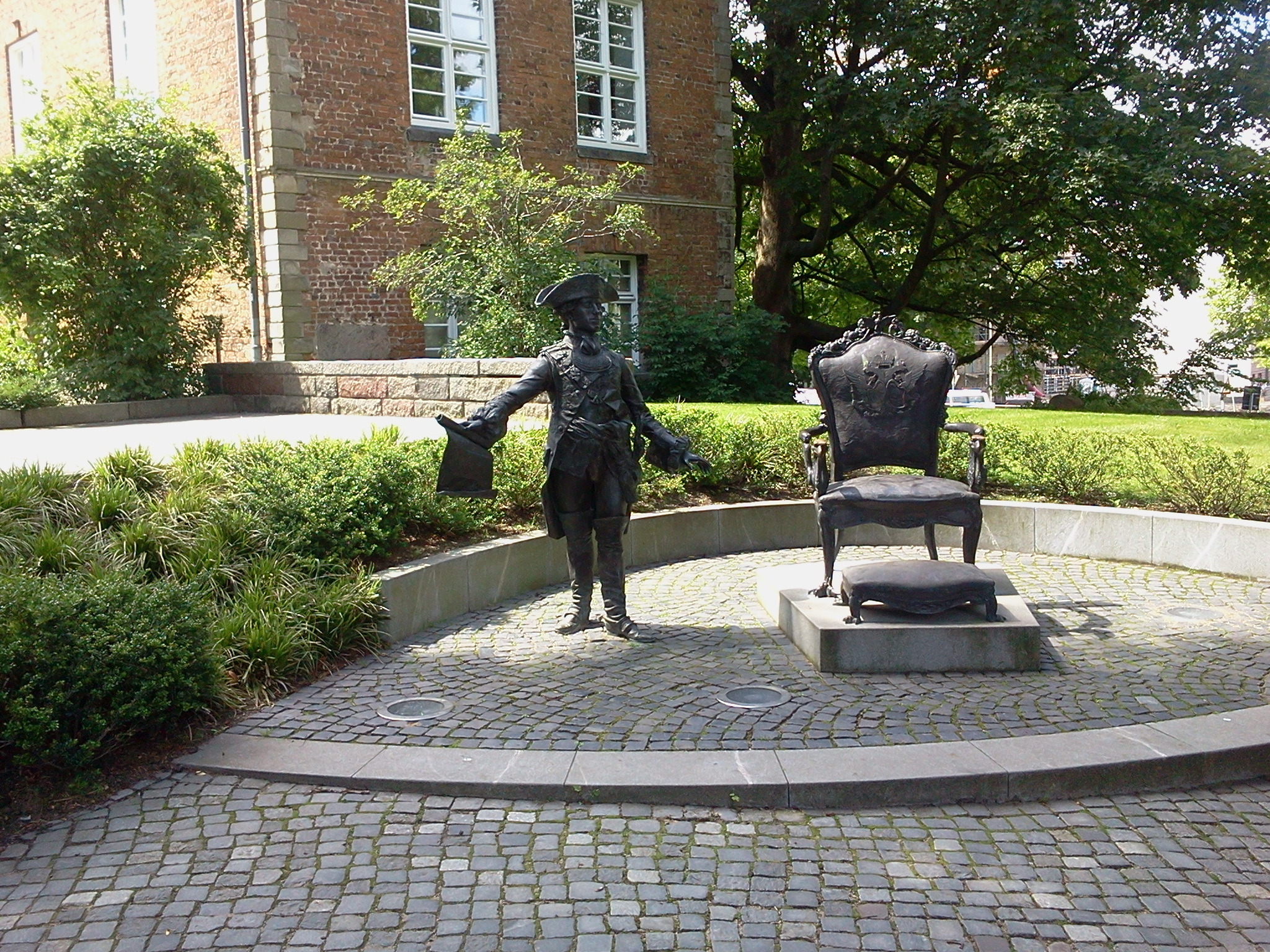
Пам'ятник Петру III у Кілі

13 червня 2014 року в німецькому місті Кіль встановлено скульптурну композицію з Петром III. Ініціаторами цієї акції виступили німецький історик Олена Пальмер та Кільське Царське Товариство (Kieler Zaren Verein). Скульптором композиції став Олександр Таратинов.
24 травня 2018 року в Оранієнбаумі була встановлена ще одна скульптура Петра III, роботи того ж О. Таратинова. Юридично це не пам'ятник, а «виставка однієї скульптури», хоча відвідувачі палацу-музею сприймають її як пам'ятник.

### Образ в культурі
- «Кривава імператриця» (1934) — Сем Джаффе
- «Піднесення Катерини Великої» (1934) — Дуглас Фербенкс мл.
- «Катерина Російська» / Caterina di Russia (1963) — Рауль Грасс
- «Михайло Ломоносов» (1986) — Борис Плотніков
- «Віват, гардемарини!» (1991) — Михайло Єфремов
- «Молода Катерина» (1991) — Ріс Дінсдейл
- «Фаворит» (2005) — Данило Шигальов
- «Срібний самурай» (2007) — Данило Співаковський
- «Пером і шпагою» (2007) — Сергій Барковський
- «Романови» (2013) — Ілля Щербінін
- «Катерина» (2014 року) — Олександр Яценко
- «Велика» (2015) — Павло Дерев'янко
- «Кривава бариня» (2018) — Євген Кулаков
- «Велика» (2020) — Ніколас Голт
- «Императриці» (2023) — Євгеній Шварц